# فهرست وزیران اعظم ایران
در این صفحه، فهرستی از وزیران دولت‌های حاکم بر تمام یا بخشی از ایران تا پیش از انقلاب مشروطه ارائه شده‌است. این مقام همسنگ بزرگ فَرمَدار (وُزُرگ فرمَذار) در دیوانسالاری ساسانی بوده‌است. اغلب؛ وزیر از سوی فرمانروای وقت (خلیفه، امیر، سلطان، ایلخان یا شاه) برگزیده می‌شده‌است که نام این فرمانروایان نیز در این فهرست گنجانده شده‌است. نام این سمت در دوره‌های گوناگون تاریخ به صورت «بزرگ فَرمَدار»، «وزیر»، «صاحب‌دیوان»، «وزیر دیوان اعلیٰ»، «وزیر اعظم» و «صدر اعظم» آمده‌است. گاهی دو یا چند تن عهده‌دار وزارت یک فرمانروا بوده‌اند که در آن صورت نام آن‌ها در یک سطر آورده شده‌است. همچنین گهگاه، مقامی کشوری، بالاتر از وزیر وجود داشته‌است که در آن صورت کوشیده شده تا نام آن سمت و دارندگانش نیز ارائه شود. در این فهرست کوشیده شده تا جای ممکن، نام‌ها به صورت کامل (شامل لقب، کنیه، نام کوچک، نسب و نسبت) آورده شود.
آخرین صدراعظم تاریخ ایران نصرالله مشیرالدوله است که از سال ۱۹۰۶ تا ۱۹۰۷ فعالیت کرد که با وقوع انقلاب مشروطه در سال ۱۹۰۶ م (۱۲۸۵ ه.خ) این پست با تغییرات کلی به مقام نخست‌وزیری تغییر کرد.

## هخامنشیان
| هخامنشیان |             |                                    |
| ترتیب     | عهده‌دار سمت | شاهنشاه                            |
| ۱         | باگواس      | اردشیر سوم اردشیر چهارم داریوش سوم |

## سلوکیان
- هرمیاس ← سلوکوس سوم، آنتیوخوس سوم
- ؟هراکلیدس ← آنتیوخوس چهارم

## ساسانیان
| ساسانیان                  |                                                   |                       |
| ترتیب                     | عهده‌دار سمت                                       | شاهنشاه               |
| بزرگ فَرمَدار (وُزُرگ فرَمَذار) |                                                   |                       |
| ۱                         | ابرسام                                            | اردشیر یکم            |
| ۲                         | خسرو یزدگرد                                       | یزدگرد یکم            |
| ۳                         | مهرنرسه                                           | یزدگرد یکم بهرام پنجم |
| ۴                         | سورن پهلو                                         | بهرام پنجم            |
| دستور                     |                                                   |                       |
| ۵                         | گستهم (ویستهم)                                    | بهرام پنجم            |
| بزرگ فَرمَدار (وُزُرگ فرَمَذار) |                                                   |                       |
| (۳)                       | مهرنرسه                                           | یزدگرد دوم            |
| وزیر                      |                                                   |                       |
| ۶                         | سوخرا                                             | بلاش                  |
| ۷                         | بُرزمِهر (دادبُرزمِهر، بزرگمهر)                       | قباد یکم              |
| بزرگ فَرمَدار (وُزُرگ فرَمَذار) |                                                   |                       |
| ۸                         | ایزدگشنسب                                         | خسرو انوشیروان        |
| نخست‌وزیر                  |                                                   |                       |
| ۹                         | وِندویه                                            | خسرو پرویز            |
| وزیر                      |                                                   |                       |
| ۱۰                        | پیروزخسرو (فیروزان) یا زادفرخ                     | قباد دوم (شیرویه)     |
| بزرگ فَرمَدار (وُزُرگ فرَمَذار) |                                                   |                       |
| ۱۱                        | ماه‌آذر گشنسپ (ماه‌آذر جُشنَس) یا پیروزخسرو (فیروزان) | اردشیر سوم            |
| ۱۲                        | فرخ‌هرمزد                                          | بوراندخت              |
| وزیر                      |                                                   |                       |
| ۱۳                        | فرخزاد                                            | یزدگرد سوم            |

## امویان (۴۰–۱۳۲ ه‍.ق)
در زمان امویان مقام وزیر وجود نداشته‌است؛ ولی افرادی با عنوان کاتب (دبیر) عهده‌دار ادارهٔ امور بودند.

## عباسیان (۱۳۲–۶۵۶ ه‍.ق)
اگر چه از آغاز دورهٔ عباسی عنوان وزیر کاربرد داشته‌است؛ ولی رخدادنگاران نخستین بار رسماً از نامزدی ابوعبدالله یعقوب بن داود به مقام وزارت سخن به میان آورده‌اند.
- ابوسلمه حفص بن سلیمان خلال همدانی (وزیر آل محمد) (در ۱۳۲ ه‍.ق به مدت ۴ ماه) ← سفاح[پانویس ۲]
- ابوالعباس خالد بن برمک (۱۳۲–۱۳۸ ه‍.ق) ← سفاح، منصور
- ابوایوب سلیمان بن مخلد موریانی خوزی (کاتب یا وزیر؟) (۱۳۸–۱۵۴ ه‍.ق) ← منصور
- ابوالفضل ربیع بن یونس بن محمد (ابن ابی‌فروه، کیسان) (۱۵۴–۱۵۸ ه‍.ق) ← منصور[پانویس ۳]
- ابوعبیدالله معاویة بن عبیدالله بن یسار اشعری طبرانی (۱۵۸–۱۶۳ ه‍.ق) ← مهدی[پانویس ۴]
- ابوعبدالله یعقوب بن داود[پانویس ۵] (۱۶۳–۱۶۷ ه‍.ق) ← مهدی
- ابومنصور فیض بن ابی‌صالح شیرویه نیشابوری (۱۶۷–۱۶۹ ه‍.ق) ← مهدی، هادی
- ابوالفضل ربیع بن یونس بن محمد (ابن ابی‌فروه، کیسان) (بار دوم) (در ۱۶۹ ه‍.ق) ← هادی
- عمر بن بزیع (؟عمرو بن تبع) (در ۱۶۹ ه‍.ق) ← هادی
- ابراهیم بن ذکوان حرانی (اعور) (۱۶۹–۱۷۰ ه‍.ق) ← هادی
- ابوعلی یحیی بن خالد بن برمک[پانویس ۶] (۱۷۰–۱۸۷ ه‍.ق) ← هارون الرشید
- ابوالعباس فضل بن ربیع بن یونس (۱۸۷–۱۹۸ ه‍.ق) ← هارون الرشید، امین
- ابوالعباس فضل بن سهل بن یزدان‌فرخ سرخسی (ذوالریاستین) (۱۹۸–پنجشنبه ۲ شعبان ۲۰۳ ه‍.ق) ← مأمون
- ابومحمد حسن بن سهل بن یزدان‌فرخ سرخسی (۲۰۲–۲۰۳ ه‍.ق) ← مأمون
- ابوالعباس احمد بن ابی‌خالد احول ← مأمون
- ابوالفضل عمرو بن مسعدة بن سعد صولی (یا عمرو بن مسعدة بن سعید بن صول) (در ۲۰۳ ه‍.ق) ← مأمون
- ابوجعفر احمد بن یوسف بن قاسم قفطی (یا ابوجعفر احمد بن یوسف بن قاسم بن صبیح عجلی) ← مأمون، معتصم
- ابوعباد ثابت بن یحیی بن یسار رازی ← مأمون
- ابوعبدالله محمد بن یزداد بن سُوَید مروزی ← مأمون
- ابوالعباس فضل بن مروان بن ماسرجس (۲۱۸–۲۲۰ ه‍.ق) ← معتصم
- ابوالعباس احمد بن عمار بن شاذی بصری (۲۲۰–۲۲۵ ه‍.ق) ← معتصم
- ابن زیات (ابوجعفر محمد بن عبدالملک بن ابان زَیّات) (۲۲۵–۲۳۲ ه‍.ق) ← معتصم، واثق
- ابوجعفر محمد بن فضل جرجرائی (۲۳۲–۲۳۶ ه‍.ق) ← متوکل[پانویس ۷]
- فتح بن خاقان (۲۳۶–چهارشنبه ۴ شوال ۲۴۷ ه‍.ق) ← متوکل
- ابوالعباس احمد بن خصیب بن ضحاک جرجرائی (؟احمد بن خطیب قاسمی) (۲۴۸–۲۴۹ ه‍.ق) ← ؟متوکل، منتصر
- ابوصالح عبدالله بن محمد بن یزداد مروزی (در ۲۴۹ ه‍.ق) ← مستعین
- ابوموسی اوتامش (در ۲۴۹ ه‍.ق) ← مستعین
- ابوصالح عبدالله بن محمد بن یزداد مروزی (بار دوم) (در ۲۴۹ ه‍.ق) ← مستعین
- ابوجعفر محمد بن فضل جرجرائی (بار دوم) (۲۴۹–۲۵۱ ه‍.ق) ← مستعین[پانویس ۸]
- ابوالفضل جعفر بن محمود اسکافی (؟جعفر بن محمد) (۲۵۱–۲۵۲ ه‍.ق) ← مستعین
- ابوموسی عیسی بن فرخان‌شاه (در ۲۵۲ ه‍.ق) ← معتز
- ابوجعفر احمد بن اسرائیل بن حسن انباری (۲۵۲–۲۵۵ ه‍.ق) ← معتز[پانویس ۹]
- ابوالفضل جعفر بن محمود اسکافی (۲۵۵–۲۵۶ ه‍.ق) ← مهتدی
- ابوصالح جعفر بن احمد بن عمار (۲۵۶ ه‍.ق) ← مهتدی
- ابوایوب سلیمان بن وهب بن سعید حارثی ← مهتدی
- ابوالحسن عبیدالله بن یحیی بن خاقان بغدادی (۲۵۶–۲۶۳ ه‍.ق) ← معتمد
- ابومحمد حسن بن مخلد ابن جراح (در ۲۶۳ ه‍.ق) ← معتمد
- ابوایوب سلیمان بن وهب بن سعید حارثی (بار دوم) (۲۶۳–۲۶۴ ه‍.ق) ← معتمد
- ابومحمد حسن بن مخلد ابن جراح (۲۶۴–۲۶۵ ه‍.ق) ← معتمد
- ابوالصقر اسماعیل بن بلبل شیبانی (در ۲۶۵ ه‍.ق) ← معتمد
- ابومحمد حسن بن مخلد ابن جراح (بار دوم) (در ۲۶۵ ه‍.ق) ← معتمد
- ابوالصقر اسماعیل بن بلبل شیبانی (۲۶۵–۲۶۶ ه‍.ق) ← معتمد
- ذوالوزارتین ابوالعلاء صاعد بن مخلد (۲۶۶–۲۷۲ ه‍.ق) ← معتمد[پانویس ۱۰]
- ابوالصقر اسماعیل بن بلبل شیبانی (الشکور) (بار سوم) (رجب ۲۷۲–۲۷۸ ه‍.ق) ← معتمد
- ابوالقاسم عبیدالله بن سلیمان بن وهب حارثی (۲۷۸ [ژوئن ۸۹۱ م.]–۲۸۸ ه‍.ق) ← معتمد
- ابوالحسن قاسم بن عبیدالله بن سلیمان بن وهب حارثی (ولی‌الدوله) (۲۸۸–۲۹۱ ه‍.ق) ← ؟معتضد، مکتفی
- ابواحمد عباس بن حسن بن ایوب جرجرائی (۲۹۱–۲۹۶ ه‍.ق) ← مکتفی
- ابوعبدالله محمد بن داود ابن جراح (فقط یک شبانه‌روز) ← عبدالله بن معتز
- ابوالحسن علی بن محمد بن موسی ابن فرات (۲۹۶–۲۹۹ ه‍.ق) ← مقتدر
- ابوعلی محمد بن عبیدالله بن یحیی بن خاقان بغدادی (۲۹۹–۳۰۱ ه‍.ق) ← مقتدر
- ابوالحسن علی بن عیسی بن داود حسنی بغدادی (ابن جراح) (۳۰۱–۳۰۴ ه‍.ق) ← مقتدر
- ابوالحسن علی بن محمد بن موسی ابن فرات (بار دوم) (۳۰۴–۳۰۶ ه‍.ق) ← مقتدر
- ابومحمد حامد بن عباس بن فضل خراسانی (۳۰۶–۳۱۱ ه‍.ق) ← مقتدر
- ابوالحسن علی بن محمد بن موسی ابن فرات (بار سوم) (۳۱۱–۳۱۲ ه‍.ق) ← مقتدر
- ابوالقاسم عبدالله بن محمد بن عبیدالله بن یحیی بن خاقان (۳۱۲–۳۱۳ ه‍.ق) ← مقتدر
- ابوالعباس احمد بن عبیدالله بن احمد بن الخصیب (خصیبی) (۳۱۳–۳۱۴ ه‍.ق) ← مقتدر
- ابوالحسن علی بن عیسی بن داود حسنی بغدادی (ابن جراح) (بار دوم) (۳۱۴–۳۱۶ ه‍.ق) ← مقتدر
- ابوعلی محمد بن علی بن حسن ابن مقله (۳۱۶–جمادی‌الاول ۳۱۸ ه‍.ق)[پانویس ۱۱] ← مقتدر
- ابوالقاسم سلیمان بن حسن بن مخلد ابن جراح (جمادی‌الاول ۳۱۸–رجب ۳۱۹ ه‍.ق) ← مقتدر
- ابوالقاسم عبیدالله بن احمد بن محمد کلوذانی (در ۳۱۹ ه‍.ق به مدت ۲ ماه و ۳ روز) ← مقتدر
- عمیدالدوله ابوعلی حسین بن قاسم بن عبیدالله بن وهب (؟حسین ابن قاسم عبیدالله بن سلیمان بن مُذهِب) (۳۱۹–۳۲۰ ه‍.ق) ← مقتدر
- ابن حِنزابه (ابن فرات دوم، ابوالفتح فضل بن جعفر بن محمد ابن فرات) (در ۳۲۰ ه‍.ق به مدت ۶ ماه) ← مقتدر
- ابوعلی محمد بن علی بن حسن ابن مقله (بار دوم) (۳۲۰–۳۲۱ ه‍.ق)[پانویس ۱۲] ← قاهر
- ابوجعفر محمد بن قاسم بن عبیدالله بن وهب کرخی[پانویس ۱۳] (در ۳۲۱ ه‍.ق به مدت ۳ ماه و ۱۲ روز) ← قاهر
- ابوالعباس احمد بن عبیدالله بن احمد بن الخصیب (یا احمد بن عبدالله) (بار دوم) (۳۲۱–۳۲۲ ه‍.ق) ← قاهر
- ابوعلی محمد بن علی بن حسن ابن مقله (بار سوم) (۳۲۲–۳۲۴ ه‍.ق) ← قاهر، راضی
- ابوعلی عبدالرحمان بن عیسی بن داود ابن جراح (در ۳۲۴ ه‍.ق به مدت ۸۰ روز) ← راضی
- ابوجعفر محمد بن قاسم بن محمد کرخی (در ۳۲۴ ه‍.ق به مدت سه و نیم ماه)← راضی
- ابوالقاسم سلیمان بن حسن بن مخلد ابن جراح (بار دوم) (۳۲۴–۳۲۵ ه‍.ق) ← راضی
- ابن حِنزابه (ابن فرات دوم، ابوالفتح فضل بن جعفر بن محمد بن فرات) (بار دوم) (۳۲۵–۳۲۷ ه‍.ق) ← راضی
- ابوعبدالله احمد بن محمد بن یعقوب یزیدی بریدی (۳۲۷–۳۲۸ ه‍.ق) ← راضی[پانویس ۱۴]
- ابوالقاسم سلیمان بن حسن بن مخلد ابن جراح (بار سوم) (۳۲۸–۳۲۹ ه‍.ق) ← راضی، متقی
- ابوالحسین احمد بن محمد بن میمون (یا ابوالخیر) (در ۳۲۹ ه‍.ق به مدت ۳۳ روز) ← متقی
- ابوعبدالله احمد بن محمد بن یعقوب یزیدی بریدی (بار دوم) (در ۳۲۹ ه‍.ق به مدت ۲۴ روز) ← متقی
- ابواسحاق محمد بن احمد بن ابراهیم قراریطی اصفهانی اسکافی (در ۳۲۹ ه‍.ق به مدت ۳۹ روز) ← متقی
- ابوجعفر محمد بن قاسم بن محمد کرخی (بار دوم) (در ۳۲۹ ه‍.ق به مدت ۲۹ روز) ← متقی
- ابوعبدالله احمد بن محمد بن یعقوب یزیدی بریدی (بار سوم) (۳۲۹–۳۳۰ ه‍.ق به مدت ۲۵ روز) ← متقی
- ابواسحاق محمد بن احمد بن ابراهیم قراریطی اصفهانی اسکافی (بار سوم) (۳۳۰–۳۳۱ ه‍.ق به مدت ۸ ماه و ۱۶ روز) ← متقی
- ابوالعباس احمد بن عبیدالله اصفهانی (در ۳۳۱ ه‍.ق به مدت ۵۱ روز) ← متقی
- ابوالحسین علی بن محمد بن علی ابن مقله (۳۳۱–۳۳۳ ه‍.ق) ← متقی
- ابوالفرج محمد بن علی سامرایی (در ۳۳۳ ه‍.ق به مدت ۴۲ روز) ← مستکفی[پانویس ۱۵]

تسلط بوییان بر بغداد
- ابوجعفر محمد بن معلی صیمری (۳۳۳–۳۳۹ ه‍.ق) ← معزالدولهٔ دیلمی
- ذوالوزارتین ابومحمد حسن بن محمد بن عبدالله مهلبی (جمادی‌الاول ۳۳۹–شعبان ۳۵۲ ه‍.ق) ← معزالدولهٔ دیلمی
- ابوالفرج محمد بن عباس ابن فسانجس شیرازی (ذوالسعادات) و ابوالفضل عباس بن حسین بن فضل شیرازی (۳۵۲–۳۵۶ ه‍.ق) ← معزالدولهٔ دیلمی
- ابوالفضل عباس بن حسین بن فضل شیرازی (؟–۳۵۸ ه‍.ق) ← عزالدولهٔ دیلمی
- ابوالفرج محمد بن عباس ابن فسانجس شیرازی (ذوالسعادات) (۳۵۸ ه‍.ق) ← عزالدولهٔ دیلمی
- ابوالفضل عباس بن حسین بن فضل شیرازی (۳۵۸–۳۶۲ ه‍.ق) ← عزالدولهٔ دیلمی
- ابوطاهر محمد بن محمد ابن بقیه (ناصح، نصیرالدوله) (۳۶۲–۳۶۷ ه‍.ق) ← عزالدولهٔ دیلمی

پایان تسلط بوییان بر بغداد
- ابوالحسن علی بن محمد بن جعفر اصفهانی
- عیسی بن مروان نصرانی
- رئیس‌الرؤساء ابوالحسن علی بن عبدالعزیز بن ابراهیم ابن حاجب النعمان (۳۸۶–۴۲۳ ه‍.ق) ← قادر[پانویس ۱۶]
- ابوالفضل محمد بن علی بن عبدالعزیز بن ابراهیم ابن حاجب النعمان (در ۴۲۳ ه‍.ق به مدت ۶ ماه) ← قادر
- عمیدالرؤساء ابوطالب محمد بن ایوب بن سلیمان مدائنی (یا ابوطلحه) (۴۲۳–۴۳۷ ه‍.ق) ← قائم[پانویس ۱۷]
- رئیس‌الرؤساء ابوالقاسم علی بن حسین بن احمد ابن مسلمه (یا ابوالقاسم علی بن حسین بن محمد بن عمر) (۴۳۷–۴۵۰ ه‍.ق) ← قائم

وقفه
- ابوالفتح منصور بن احمد (ابن دارست، امین‌الدوله، مجدالوزراء) (ربیع‌الثانی ۴۵۳–۴ ذیحجهٔ ۴۵۴ ه‍.ق) ← قائم
- مؤیدالدین ابونصر محمد بن محمد ابن جهیر ثعلبی (فخرالدوله، ابن جهیر، ؟موصلی) (۴۵۴–۴۷۱ ه‍.ق)[پانویس ۱۸] ← قائم
- ابوشجاع محمد بن حسین بن عبدالله روذراوری (مؤیدالدوله) (۴۷۱–۴۷۲ ه‍.ق) ← مقتدی
- اشرف‌الدین ابومنصور محمد بن محمد بن محمد ابن جهیر ثعلبی (عمیدالدوله، ابن جهیر) (۴۷۲–۴۷۶ ه‍.ق) ← مقتدی
- ابوالفتح مظفر ابن مسلمه (ابن رئیس‌الرؤساء) (صفر ۴۷۶–شعبان ۴۷۶ ه‍.ق) ← مقتدی
- ابوشجاع محمد بن حسین بن عبدالله روذراوری (مؤیدالدوله، ظهیرالدین) (بار دوم) (شعبان ۴۷۶–۴۸۴ ه‍.ق) ← مقتدی
- اشرف‌الدین ابومنصور محمد بن محمد بن محمد ابن جهیر ثعلبی (عمیدالدوله، ابن جهیر) (بار دوم) (۴۸۴–۴۹۳ ه‍.ق) ← مقتدی، مستظهر
- سدیدالملک ابوالمعالی مفضل بن عبدالرزاق اصفهانی[پانویس ۱۹] (۴۹۳–۴۹۶ ه‍.ق) ← مستظهر
- مجیرالدوله ابوالقاسم علی بن محمد بن محمد ابن جهیر ثعلبی (ابن جهیر، زعیم‌الرؤسا، قوام‌الدین) (۴۹۶–صفر ۵۰۰ ه‍.ق) ← مستظهر
- ابوالمعالی هبةالله بن محمد بن علی ابن مطلب (ابن المطلب، مجدالدین) (۵۰۰–۵۰۲ ه‍.ق) ← مستظهر
- مجیرالدوله ابوالقاسم علی بن محمد بن محمد ابن جهیر ثعلبی (ابن جهیر، زعیم‌الرؤسا، قوام‌الدین) (بار دوم) (۵۰۲–۵۰۸ ه‍.ق) ← مستظهر
- ابوشجاع حسین بن منصور بن ابی‌شجاع روذراوری[پانویس ۲۰] (۵۰۸–۵۱۳ ه‍.ق) ← مستظهر
- جلال‌الدین ابوعلی حسن بن علی ابن صدقه (ابن صدقه) (۵۱۳–۵۱۶ ه‍.ق) ← مسترشد
- ضیاءالملک احمد بن نظام‌الملک (نظام‌الملک دوم) (شعبان ۵۱۶–۵۱۷ ه‍.ق) ← مسترشد
- جلال‌الدین ابوعلی حسن بن علی ابن صدقه (ابن صدقه) (بار دوم) (۵۱۷–۵۲۲ ه‍.ق) ← مسترشد
- ابوالقاسم علی بن طراد بن محمد زینبی (علی زینبی، شرف‌الدین) (۵۲۳–۵۲۶ ه‍.ق) ← مسترشد
- انوشیروان بن خالد بن محمد کاشانی (۵۲۶–۵۲۹ ه‍.ق) ← مسترشد
- جلال‌الدین ابوالرضا محمد بن احمد ابن صدقه (۵۲۹–۵۳۰ ه‍.ق) ← مسترشد
- ابوالقاسم علی بن طراد بن محمد زینبی (علی زینبی، شرف‌الدین) (بار دوم) (۵۳۰–۵۳۴ ه‍.ق) ← راشد،[پانویس ۲۱] مقتفی
- نظام‌الدین ابونصر مظفر بن علی بن محمد بن محمد ابن جهیر (۵۳۴–۵۴۲ ه‍.ق) ← مقتفی
- مؤتمن‌الدوله قوام‌الدین ابوالقاسم علی ابن صدقة بن علی (۵۴۲–۵۴۴ ه‍.ق) ← مقتفی
- ابن هبیره (عون‌الدین ابوالمظفر یحیی ابن هبیرة بن محمد ذهلی شیبانی) (۵۴۴–۵۶۰ ه‍.ق) ← مقتفی، مستنجد
- عزالدین ابوعبدالله محمد بن یحیی ابن هبیرهٔ ذهلی شیبانی (۵۶۰–۵۶۰ ه‍.ق) ← مستنجد
- ابوالبرکات جعفر بن عبدالواحد ثقفی[پانویس ۲۲] (۵۶۰–۵۶۳ ه‍.ق) ← مستنجد
- ابن بلدی (شرف‌الدین ابوجعفر احمد بن محمد بن سعید بن ابراهیم تمیمی) (۵۶۳–۵۶۶ ه‍.ق) ← مستنجد
- عضدالدین ابوالفرج محمد بن عبدالله بن هبةالله ابن مسلمه (ابن رئیس‌الرؤساء، عضدالدین محمد بن عبدالله) (۵۶۶–۵۷۳ ه‍.ق) ← مستضی
- ابن عطار (ظهیرالدین ابوبکر منصور بن نصر بن حسین ابن العطار حَرّانی) (۵۷۳–۵۷۵ ه‍.ق) ← مستضی

وقفه
- جلال‌الدین ابوالمظفر عبدالله بن یونس بن احمد بن هبةالله بغدادی[پانویس ۲۴] (شوال ۵۸۳–۵۸۴ ه‍.ق) ← ناصر
- جلال‌الدین علی بن علی بن هبةالله بخاری (۵۸۴ ه‍.ق) ← ناصر
- ابن حدیده (معزالدین [یا معین‌الدین] ابوالمعالی سعید بن علی بن احمد ابن حدیدهٔ انصاری بغدادی) (۵۸۴–۵۹۰ ه‍.ق) ← ناصر
- ابن قصاب (مؤیدالدین ابوالفضل [یا ابوعبدالله] محمد بن علی بن احمد ابن القصاب) (۵۹۰–۵۹۲ ه‍.ق) ← ناصر
- ابن مهدی (نصیرالدین ابوالحسن ناصر ابن مهدی بن حمزه)[پانویس ۲۵] (۵۹۲–۶۰۴ ه‍.ق) ← ناصر
- ابوالبدر محمد بن علی بن احمد ابن امسینا (۶۰۴–۶۰۶ ه‍.ق) ← ناصر
- مؤیدالدین ابوالحسن محمد بن محمد بن عبدالکریم قمی (۶۰۶–شوال ۶۲۹ ه‍.ق) ← ناصر، ظاهر، مستنصر
- ابن ناقد (نصیرالدین [یا شمس‌الدین] ابوالاسعد احمد بن محمد بن علی ابن الناقد بغدادی) (۱۹ شوال ۶۲۹–۶۴۳ ه‍.ق) ← مستنصر، مستعصم
- ابن عَلقَمی (مؤیدالدین ابوطالب محمد بن محمد بن علی ابن علقمی بغدادی) (۸ ربیع‌الاول ۶۴۳–۶۵۶ ه‍.ق) ← مستعصم

## صفاریان (۲۴۷–۳۹۳ ه‍.ق)
دبیر
- محمدِ وصیف سگزی ← یعقوبِ لیث

وزیر
- ابونصر احمد بن ابی‌ربیعه (پنجشنبه ۲۲ محرم ۲۷۸[۱۵]–؟ ه‍.ق) ← عمرو لیث
- احمد بن شهفور ← طاهرِ محمد

## سامانیان (۲۶۱–۳۹۵ ه‍.ق)
دبیر (کاتب)
- ابوبکر بن حامد نَسَفی (ابوبکر بن حامد کاتب) ← اسماعیل سامانی، احمد سامانی
- ابوعبدالله محمد بن احمد جیهانی (جیهانی کبیر، شیخ‌العمید) (جمادی‌الآخر ۳۰۱[پانویس ۲۷]–؟ ه‍.ق) ← احمد سامانی، نصر دوم سامانی

وزیر
- ابوالفضل بن یعقوب نیشابوری ← نصر دوم سامانی
- ابوالفضل محمد بن عبیدالله بلعمی (۳۰۹–۳۲۶ ه‍.ق) ← نصر دوم سامانی
- ابوعلی محمد بن محمد جیهانی (۳۲۶–۳۳۰ ه‍.ق)[۱۶] ← نصر دوم سامانی
- ابوطیب محمد بن حاتم مُصعَبی ← نصر دوم سامانی
- ابوالفضل محمد بن احمد سُلَمی مروزی (حاکم جلیل، شمس‌الائمه) (؟–ربیع‌الثانی ۳۳۴ یا جمادی‌الاول ۳۳۵ ه‍.ق) ← نوح یکم سامانی
- ابوذر یوسف عامری نیشابوری[پانویس ۲۹] (۳۳۵–۳۴۳ ه‍.ق) ← نوح یکم سامانی
- ابومنصور محمد بن عزیر توسی (۳۴۳–۳۴۵ ه‍.ق) ← عبدالملک یکم سامانی
- ابوجعفر احمد بن حسین عتبی (۳۴۵–۳۴۸ ه‍.ق) ← عبدالملک یکم سامانی
- ابومنصور یوسف بن اسحاق (۳۴۸–۳۴۹ ه‍.ق) ← عبدالملک یکم سامانی
- ابوعلی محمد بن محمد بلعمی (۳۴۹–۳۶۳ ه‍.ق) ← عبدالملک یکم سامانی، منصور یکم سامانی
- ابوعلی محمد بن محمد بلعمی (۳۴۹–۳۶۳ ه‍.ق) و ابوجعفر احمد بن حسین عتبی (بار دوم) (؟–۳۶۳ ه‍.ق) ← منصور یکم سامانی
- ابومنصور یوسف بن اسحاق (بار دوم) (۳۶۳ ه‍.ق) ← منصور یکم سامانی
- ابوعبدالله احمد بن محمد جیهانی (۳۶۵–ربیع‌الثانی ۳۶۷ ه‍.ق) ← منصور یکم سامانی، نوح دوم سامانی
- ابوالحسین عبیدالله بن احمد عتبی (ربیع‌الثانی ۳۶۷–۳۷۱ ه‍.ق) ← نوح دوم سامانی
- ابوالحسین محمد مزنی ← نوح دوم سامانی
- ابومحمد عبدالرحمان بن احمد پارسی (اصطخری) (؟–ربیع‌الاول ۳۷۶ ه‍.ق) ← نوح دوم سامانی
- ابومحمد عبدالله بن محمد بن عزیر توسی (ربیع‌الاول ۳۷۶–جمادی‌الثانی ۳۷۷ ه‍.ق) ← نوح دوم سامانی
- ابوعلی محمد بن عیسی دامغانی (۱۰ ربیع‌الثانی ۳۷۸–؟ ه‍.ق) ← نوح دوم سامانی
- ابونصر محمد بن احمد بن ابی‌زید (؟–۳۸۰ ه‍.ق) ← نوح دوم سامانی
- ابوعلی محمد بن عیسی دامغانی (بار دوم) (۳۸۰–؟ ه‍.ق) ← نوح دوم سامانی
- ابوعلی بلعمی[پانویس ۳۰] ← نوح دوم سامانی
- ابومحمد عبدالله بن محمد بن عزیر توسی (بار دوم) (ربیع‌الاول ۳۸۳–؟) ← نوح دوم سامانی
- ابونصر محمد بن احمد بن ابی‌زید (بار دوم) (اواسط ۳۸۶–اواخر ۳۸۶ یا اوایل ۳۸۷ ه‍.ق) ← نوح دوم سامانی
- ابوالمظفر محمد بن ابراهیم برغشی (بَرغُشی یا بَرغَشی یا بُزغُشی) (اواخر ۳۸۶ یا اوایل ۳۸۷–۳۸۸ ه‍.ق) ← نوح دوم سامانی، منصور دوم سامانی
- ابوالقاسم عباس بن محمد برمکی (۳۸۸–اواخر ۳۸۸ یا اوایل ۳۸۹ ه‍.ق) ← منصور دوم سامانی
- ابوالحسین محمد بن علی حمولی (یا حمویی) ← منصور دوم سامانی
- ابوالفضل محمد بن احمد خُنامَتی[پانویس ۳۱] ← منصور دوم سامانی
- ابوعبدالله محمد بن احمد شیلی (شبلی)

## زیاریان (۳۱۶–۴۸۳ ه‍.ق)
- مُطَرَّف بن محمد گرگانی (؟ابونصر مطرفی ملقب به الرئیس)[پانویس ۳۲] ← مرداویج
- ابوعبدالله حسین بن محمد قمی (العمید) ← مرداویج
- عبدالله بن وُهبان قَصَبانی (ابن وهبان) ← وشمگیر
- ؟ ← بیستون
- ؟ابوعمر منکدری[پانویس ۳۳] ← قابوس
- ابوالعباس غانمی ← قابوس
- ابوغانم عبدالرحیم بن معروف بن محمد قصری ← منوچهر (فلک‌المعالی)
- حسن مصعبی (الحسن المصعبی) ← منوچهر (فلک‌المعالی)

## بوییان (۳۲۰–۴۴۸ ه‍.ق)
| - ابوسعد اسرائیل بن موسی ← عمادالدوله علی دیلمی - ابوالفضل عباس ابن فسانجس شیرازی ← عمادالدوله علی دیلمی - ابوالعباس احمد حناط قمی (ابوالعباس حناط قمی، ؟احمد خیاط) ← عمادالدوله علی دیلمی - نصر بن هارون نصرانی ← عضدالدوله پناه‌خسرو دیلمی - ابومحمد علی بن عباس ابن فسانجس شیرازی (؟–۳۷۴ ه‍.ق.) ← شرف‌الدوله شیردل دیلمی - ابومنصور محمد بن حسن بن صالحان (ابن صالحان، ابومنصور ابن صالحان) (۳۷۴–؟ ه‍.ق) ← شرف‌الدوله شیردل دیلمی - ابونصر شاپور بن اردشیر ← شرف‌الدوله شیردل دیلمی - ابوالقاسم علاء بن حسن شیرازی (؟–۳۸۲ ه‍.ق.) ← صمصام‌الدوله ابوکالیجار مرزبان دیلمی (دورهٔ امارت بر شیراز) وقفه - ابوالقاسم علاء بن حسن شیرازی (بار دوم) (۳۸۳–؟ ه‍.ق) ← صمصام‌الدوله ابوکالیجار مرزبان دیلمی (دورهٔ امارت بر شیراز) وقفه (برای مدتی کوتاه فرزندان عزالدوله در شیراز به قدرت می‌رسند) - ابوعلی بن اسماعیل (الموفق، ؟ابوعلی حسن بن محمد بن اسماعیل اسکافی خراسانی) (۳۸۸–۳۹۰ ه‍.ق) ← بهاءالدوله پیروزخوارشاذ دیلمی (امارت مطلق در شیراز) - فخرالملک ابوغالب محمد بن علی بن خلف واسطی (۳۹۰–۳۰ ربیع‌الاول ۴۰۶ ه‍.ق) ← بهاءالدوله پیروزخوارشاذ دیلمی (امارت مطلق در شیراز)، سلطان‌الدوله پناه‌خسرو دیلمی - ابومحمد حسن بن مفضل بن سهلان رامهرمزی (ابن سهلان، کاتب) (۴۰۶–۴۰۸ ه‍.ق) ← سلطان‌الدوله پناه‌خسرو دیلمی - ابوالقاسم جعفر بن محمد بن عباس ابن فسانجس شیرازی (۴۰۸–۴۰۹ ه‍.ق) ← سلطان‌الدوله پناه‌خسرو دیلمی در ۴۰۹ ه‍.ق سلطان‌الدوله پناه‌خسرو وزارت را از ابوالقاسم جعفر ابن فسانجس می‌گیرد و به ابوغالب حسن بن منصور سیرافی می‌دهد. در همان سال ۴۰۹ ه‍.ق سلطان‌الدوله پناه‌خسرو شیراز را به مقصد بغداد ترک می‌کند تا نظم و آرامش را در عراق برقرار کند؛ ولی در ۴۱۱ ه‍.ق بغداد را از کف می‌دهد برادرش مشرف‌الدوله حسن فرمانروای بغداد می‌گردد. این دو برادر قرار می‌گذارند که هیچ‌کدام ابن سهلان را به وزیری برنگزینند؛ ولی سلطان‌الدوله پناه‌خسرو در ذیحجهٔ ۴۱۱ ه‍.ق در شوشتر (در راه بازگشت از بغداد) ابن سهلان را به وزارت برمی‌گزیند و مأمور تصرف بغداد می‌کند. ابن سهلان در همان ذیحجه با سپاهیان مشرف‌الدوله حسن درگیر می‌شود؛ ولی شکست می‌خورد. - ابومحمد حسن بن مفضل بن سهلان رامهرمزی (ابن سهلان، کاتب) (بار دوم) (ذیحجهٔ ۴۱۱ ه‍.ق) ← سلطان‌الدوله پناه‌خسرو دیلمی - ؟ابومحمد بن مُکرَم (الاوحد) (؟–۴۱۵ ه‍.ق.) ← سلطان‌الدوله پناه‌خسرو دیلمی - ابومنصور حسن بن علی فسوی (۴۱۵ ه‍.ق) ← قوام‌الدوله ابوالفوارس شیردل دیلمی - ابومحمد بن بابشاذ (؟محمد بابشاذ ابوعبیدالله بصری) (؟–۴۱۸ ه‍.ق.) ← عمادالدوله ابوکالیجار مرزبان دیلمی - ابومنصور بهرام بن مافنه (بهرام پسر ماه‌پناه، العادل) (۴۱۸–۴۳۳ ه‍.ق) ← عمادالدوله ابوکالیجار مرزبان دیلمی - ابومنصور هبةالله بن احمد فسوی (مهذب‌الدوله، صاحب عادل) (۴۳۳–؟ ه‍.ق) ← عمادالدوله ابوکالیجار مرزبان دیلمی - ابوالفرج محمد بن جعفر بن محمد بن عباس ابن فسانجس شیرازی (ذوالسعادات، ابن فسانجس، ؟ابوالفتح رازی) (؟–شعبان ۴۳۹ ه‍.ق) ← عمادالدوله ابوکالیجار مرزبان دیلمی - کمال‌الملک ابوالمعالی هبةالله بن حسین بن علی بن عبدالرحیم (کمال‌الملک ابوالمعالی بن عبدالرحیم) (۴۳۹–؟ ه‍.ق) ← عمادالدوله ابوکالیجار مرزبان دیلمی - ابومنصور هبةالله بن احمد فسوی (مهذب‌الدوله، صاحب عادل) (بار دوم) ← ابومنصور پولادستون دیلمی | - ابوجعفر محمد بن معلی صیمری (یا «محمد بن احمد») (۳۳۳–۳۳۹ ه‍.ق) ← معزالدوله احمد دیلمی - ابومحمد حسن بن محمد مهلبی (دوشنبه ۲۷ جمادی‌الاول ۳۳۹–شعبان ۳۵۲ ه‍.ق) ← معزالدوله احمد دیلمی - ابوالفرج محمد بن عباس ابن فسانجس شیرازی (ذوالسعادات) (درگذشت در ۳۷۰ ه‍.ق) و ابوالفضل عباس بن حسین شیرازی (۳۵۲–۳۵۶ ه‍.ق) ← معزالدوله احمد دیلمی - ابوالفضل عباس بن حسین شیرازی (؟–۳۵۸ ه‍.ق.) ← عزالدوله بختیار دیلمی - ابوالفرج محمد بن عباس ابن فسانجس شیرازی (ذوالسعادات) (بار دوم) (۳۵۸ ه‍.ق) ← عزالدوله بختیار دیلمی - ابوالفضل عباس بن حسین شیرازی (بار دوم) (۳۵۸–ذیحجهٔ ۳۶۲ ه‍.ق) ← عزالدوله بختیار دیلمی - ابوطاهر محمد بن محمد ابن بقیه (الناصح، نصیرالدوله) (ذیحجهٔ ۳۶۲–۳۶۷ ه‍.ق) ← عزالدوله بختیار دیلمی - ابوالقاسم مطهر بن محمد بن عبدالله کازرونی (ابوالقاسم مطهر بن عبدالله) (؟–۳۶۹ ه‍.ق.) ← عضدالدوله پناه‌خسرو دیلمی - ابوالقاسم عبدالعزیز بن یوسف شیرازی ← عضدالدوله پناه‌خسرو دیلمی - ابوالریان احمد بن محمد اصفهانی (یا «حمد بن محمد») ← صمصام‌الدوله ابوکالیجار مرزبان دیلمی (دورهٔ امارت بر بغداد) - ابوعبدالله حسین بن احمد بن سعدان (ابوعبدالله ابن سعدان) (۳۷۳–ربیع‌الاول ۳۷۵ ه‍.ق) ← صمصام‌الدوله ابوکالیجار مرزبان دیلمی (دورهٔ امارت بر بغداد) - ابوالقاسم عبدالعزیز بن یوسف شیرازی (بار دوم) و ابوالحسن احمد بن محمد بن برمویه (ابوالحسن ابن برمویه) ← صمصام‌الدوله ابوکالیجار مرزبان دیلمی (دورهٔ امارت بر بغداد) وقفه (شرف‌الدوله امیر شیراز، بر بغداد نیز مسلط می‌شود) - ابومنصور محمد بن حسن بن صالحان (ابن صالحان، ابومنصور ابن صالحان) (؟–۳۸۰ ه‍.ق.) ← بهاءالدوله پیروزخوارشاذ دیلمی (امارت بر بغداد همزمان با امارت صمصام‌الدوله بر شیراز) - ابونصر شاپور بن اردشیر (بار دوم) (۳۸۰–۳۸۱ ه‍.ق) ← بهاءالدوله پیروزخوارشاذ دیلمی (امارت بر بغداد همزمان با امارت صمصام‌الدوله بر شیراز) - ابوالقاسم عبدالعزیز بن یوسف شیرازی (بار سوم) (۳۸۱–؟ ه‍.ق) ← بهاءالدوله پیروزخوارشاذ دیلمی (امارت بر بغداد همزمان با امارت صمصام‌الدوله بر شیراز) - ابوالقاسم علی بن احمد ابرقوهی (؟–۳۸۲ ه‍.ق.) ← بهاءالدوله پیروزخوارشاذ دیلمی (امارت بر بغداد همزمان با امارت صمصام‌الدوله بر شیراز) - ابونصر شاپور بن اردشیر (بار سوم) (۳۸۲–۳۸۳ ه‍.ق) و ابومنصور محمد بن حسن بن صالحان (ابن صالحان، ابومنصور ابن صالحان) (بار دوم) (۳۸۲–۳۸۳ ه‍.ق) ← بهاءالدوله پیروزخوارشاذ دیلمی (امارت بر بغداد همزمان با امارت صمصام‌الدوله بر شیراز) - ابوالقاسم علی بن احمد ابرقوهی (بار دوم) (در ۳۸۳ ه‍.ق) ← بهاءالدوله پیروزخوارشاذ دیلمی (امارت بر بغداد همزمان با امارت صمصام‌الدوله بر شیراز) - ابونصر شاپور بن اردشیر (بار چهارم) (۳۸۳–؟ ه‍.ق) ← بهاءالدوله پیروزخوارشاذ دیلمی (امارت بر بغداد همزمان با امارت صمصام‌الدوله بر شیراز) - الفاضل (؟الاستاذ الفاضل ابو نصر حسین بن حسن) (۳۸۵–۳۸۶ ه‍.ق) ← بهاءالدوله پیروزخوارشاذ دیلمی (امارت بر بغداد همزمان با امارت صمصام‌الدوله بر شیراز) - ابونصر شاپور بن اردشیر (بار پنجم) (در ۳۸۶ ه‍.ق برای دو ماه) ← بهاءالدوله پیروزخوارشاذ دیلمی (امارت بر بغداد همزمان با امارت صمصام‌الدوله بر شیراز) - ابوالعباس بن سرجس (؟ابوالعباس عیسی بن ماسرجس) (۳۸۶–۳۸۸ ه‍.ق) ← بهاءالدوله پیروزخوارشاذ دیلمی (امارت بر بغداد همزمان با امارت صمصام‌الدوله بر شیراز) با کشته شدن صمصام‌الدوله مرزبان برای مدتی کوتاه فرزندان عزالدوله بختیار در شیراز به قدرت می‌رسند؛ ولی به‌زودی بهاءالدوله پیروزخوارشاذ بر شیراز دست می‌یابد و در همان شهر اقامت می‌گزیند. - ابونصر شاپور بن اردشیر (بار ششم) (؟–۳۹۰ ه‍.ق.) ← بهاءالدوله پیروزخوارشاذ دیلمی (امارت مطلق) - ابوعلی حسن بن استاد هرمز (الصاحب، عمیدالجیوش) (۳۹۰–۳۹۱ ه‍.ق) ← بهاءالدوله پیروزخوارشاذ دیلمی (امارت مطلق) وقفه (با مرگ بهاءالدوله، سلطان‌الدوله از ۴۰۳ تا ذیحجهٔ ۴۱۱ ه‍.ق امیر شیراز و بغداد می‌شود؛ ولی سرانجام بغداد را از دست می‌دهد و صرفاً امیر شیراز باقی می‌ماند) - ابوغالب حسن بن منصور سیرافی (ذوالسعادتین یا ذوالسیادتین، تاج‌الملک) (۴۰۹–؟ ه‍.ق) ← سلطان‌الدوله پناه‌خسرو دیلمی - ابوغالب (؟ابوغالب حسن بن منصور سیرافی) (۴۱۲–۴۱۳ ه‍.ق) ← مشرف‌الدوله حسن دیلمی - مؤیدالملک ابوعلی حسین بن حسن رُخَّجی (رمضان ۴۱۳–رمضان ۴۱۴ ه‍.ق) ← مشرف‌الدوله حسن دیلمی - ابوالقاسم حسین بن علی بن حسین مغربی (۴۱۴–۴۱۵ ه‍.ق) ← مشرف‌الدوله حسن دیلمی - ابومنصور محمد بن حسن بن صالحان (ابن صالحان، ابومنصور ابن صالحان) (بار سوم) (۴۱۵–۴۱۶ ه‍.ق) ← مشرف‌الدوله حسن دیلمی - ابوسعد عبدالواحد بن احمد بن جعفر بن ماکولا (علم‌الدین، سعدالدوله، امین‌المله، شرف‌الملک، عجلی) (در ۴۱۶ ه‍. ق) ← جلال‌الدوله پیروزخسرو دیلمی - ابوعلی حسن بن علی بن جعفر بن ماکولا (عجلی) (۴۱۶–۴۱۹ ه‍.ق) ← جلال‌الدوله پیروزخسرو دیلمی - ابوطاهر محسن بن طاهر (در ۴۱۹ ه‍.ق به مدت چهل روز) ← جلال‌الدوله پیروزخسرو دیلمی - ابوسعد محمد بن حسین بن علی بن عبدالرحیم (۴۱۹–؟ ه‍.ق) ← جلال‌الدوله پیروزخسرو دیلمی - ابوعلی حسن بن علی بن جعفر بن ماکولا (عجلی) (بار دوم) (؟–۴۲۱ ه‍.ق.) ← جلال‌الدوله پیروزخسرو دیلمی - ابوسعد محمد بن حسین بن علی بن عبدالرحیم (عمیدالدوله) (بار دوم) (۴۲۱–۴۲۲ ه‍.ق) ← جلال‌الدوله پیروزخسرو دیلمی - ابوالفتح محمد بن فضل بن اردشیر (در ۴۲۲ ه‍.ق برای چند روز) ← جلال‌الدوله پیروزخسرو دیلمی - ابواسحاق ابراهیم بن ابی‌الحسن سهلی (۴۲۲–۴۲۳ ه‍.ق) ← جلال‌الدوله پیروزخسرو دیلمی - ابوالقاسم هبةالله بن علی بن جعفر بن ماکولا (عجلی) (در ۴۲۳ ه‍.ق) ← جلال‌الدوله پیروزخسرو دیلمی - ابوسعد محمد بن حسین بن علی بن عبدالرحیم (عمیدالدوله) (بار سوم) (در ۴۲۳ ه‍.ق) ← جلال‌الدوله پیروزخسرو دیلمی - ابن ماکولا (؟–۴۲۵ ه‍.ق.) ← جلال‌الدوله پیروزخسرو دیلمی - ابوسعد محمد بن حسین بن علی بن عبدالرحیم (عمیدالدوله) (بار چهارم) (در ۴۲۵ ه‍.ق) ← جلال‌الدوله پیروزخسرو دیلمی - ابن ماکولا (در ۴۲۵ ه‍.ق) ← جلال‌الدوله پیروزخسرو دیلمی - ابوسعد محمد بن حسین بن علی بن عبدالرحیم (عمیدالدوله) (بار پنجم) (؟–۴۲۶ ه‍.ق.) ← جلال‌الدوله پیروزخسرو دیلمی - ابوالقاسم (؟ابن ماکولا) (در ۴۲۶ به مدت ۲ ماه و ۸ روز) ← جلال‌الدوله پیروزخسرو دیلمی - ابوسعد محمد بن حسین بن علی بن عبدالرحیم (عمیدالدوله) (بار ششم) (۴۲۶–۴۲۷ ه‍.ق) ← جلال‌الدوله پیروزخسرو دیلمی - ابوالفضل عباس بن حسن ابن فسانجس شیرازی (پیرامون ۴۲۸ ه‍.ق) ← جلال‌الدوله پیروزخسرو دیلمی - کمال‌الملک ابوالمعالی هبةالله بن حسین بن علی بن عبدالرحیم (کمال‌الملک ابوالمعالی بن عبدالرحیم) (؟–۴۳۵ ه‍.ق.) ← جلال‌الدوله پیروزخسرو دیلمی وقفه (ابوکالیجار امیر شیراز، بر بغداد نیز مسلط می‌شود) - کمال‌الملک ابوالمعالی هبةالله بن حسین بن علی بن عبدالرحیم (؟–۴۴۳ ه‍.ق.) ← مَلِکِ رحیم خسروپیروز دیلمی - زعیم‌الملک ابوالحسن علی بن حسین بن علی بن عبدالرحیم (۴۴۳–؟ ه‍.ق) ← مَلِکِ رحیم خسروپیروز دیلمی - شرف‌الامه ابوعبدالله عبدالرحیم بن حسین بن علی بن عبدالرحیم (؟–۴۴۷ ه‍.ق.) ← مَلِکِ رحیم خسروپیروز دیلمی - ؟علاءالدین ابوالغنائم سعد بن محمد (ابن فسانجس، فرزند ذوالسعادات) ← مَلِکِ رحیم خسروپیروز دیلمی | - ابوعبدالله محمد بن احمد قمی (معروف به «شیخ» ، ؟ابوعلی ابن قمی) (؟–۳۲۸ ه‍.ق.) ← رکن‌الدوله حسن دیلمی - ابوالفضل ابن عمید (ابن عمید پدر) (۳۲۸–۳۶۰ ه‍.ق) ← رکن‌الدوله حسن دیلمی - ابوالفتح ابن عمید (ابن عمید پسر، ذوالکفایتین) (صفر ۳۶۰–۳۶۶ ه‍.ق) ← رکن‌الدوله حسن دیلمی، مؤیدالدوله بویهٔ دیلمی - صاحب بن عباد (ابوالقاسم اسماعیل بن عباد طالقانی) (۳۶۶–۳۸۵ ه‍.ق) ← مؤیدالدوله بویهٔ دیلمی، فخرالدوله علی دیلمی - ابوالعباس احمد بن ابراهیم ضَبّی (؟–۳۹۳ ه‍.ق.) و ابوعلی حسن بن احمد بن حمولهٔ اصفهانی (ابوعلی بن حمویهٔ اصفهانی) ← فخرالدوله علی دیلمی - ابوعلی قاسم بن علی بن قاسم (الخطیر، ابوعلی بن علی بن قاسم) (۳۹۳–؟ ه‍.ق) ← مجدالدوله رستم دیلمی - ابوالعباس احمد بن ابراهیم ضَبّی (؟–۳۹۸ ه‍.ق.) و ابوسعد آبی (ابوسعد یا ابوسعید منصور بن حسین رازی) ← مجدالدوله رستم دیلمی - صفی‌الملک ابوالعلاء محمد بن علی بن حسول همدانی ← مجدالدوله رستم دیلمی - تاج‌الملک ابونصر ابراهیم بن بهرام کوهی ← شمس‌الدوله شاه‌خسرو دیلمی - ابن سینا (ابوعلی حسین بن عبدالله بن حسن بن علی ابن سینا) (۴۰۶–۴۱۱ ه‍.ق) ← شمس‌الدوله شاه‌خسرو دیلمی وقفه - ابن سینا (ابوعلی حسین بن عبدالله بن حسن بن علی ابن سینا) (بار دوم) (۴۱۱–۴۱۲ ه‍.ق) ← شمس‌الدوله شاه‌خسرو دیلمی - تاج‌الملک ابونصر ابراهیم بن بهرام کوهی (بار دوم) ← سماء الدوله دیلمی |

## غزنویان (۳۶۶–۵۸۳ ه‍.ق)
- ؟ابوالفتح علی بن محمد بُستی[پانویس ۴۸] ← سبکتگین
- ابوالعباس فضل بن احمد اسفراینی (۳۸۴–۳۸۷ ه‍.ق) ← ؟سبکتگین یا محمود غزنوی[۱۹]
- ابوالحسین محمد بن حسین بن محمد ابن عبدالوارث فارسی (ابن عبدالوارث، ابن اخت فارسی) (شعبان ۳۸۷–ربیع‌الاول ۳۸۸ ه‍.ق) ← اسماعیل غزنوی
- ابوالعباس فضل بن احمد اسفراینی (بار دوم) (۳۸۸–۴۰۱ ه‍.ق) ← محمود غزنوی
- ابوالقاسم احمد بن حسن میمندی (شمس‌الکفات) (۴۰۱–۴۱۶ ه‍.ق) ← محمود غزنوی

۳ سال وقفه (وزیری برگزیده نشد)
- ابوعلی حسن بن محمد میکالی (حسنک وزیر) (۴۱۹[۲۰]–۴۲۱ ه‍.ق) ← محمود غزنوی، محمد غزنوی
- ابوسهل احمد بن حسن حمدوی ← محمد غزنوی
- ابوالقاسم احمد بن حسن میمندی (شمس‌الکفات) (بار دوم) (۴۲۲–محرم ۴۲۴ ه‍.ق) ← مسعود یکم غزنوی
- شمس‌الوزرا ابونصر احمد شیرازی (شمس‌الوزرا ابونصر احمد بن ابی‌طاهر محمد بن عبدالصمد شیرازی) (۴۲۴–۴۳۲ ه‍.ق) ← مسعود یکم غزنوی
- ؟ ← محمد غزنوی (بار دوم)
- شمس‌الوزرا ابونصر احمد شیرازی (شمس‌الوزرا ابونصر احمد بن ابی‌طاهر محمد بن عبدالصمد شیرازی) (بار دوم) (۴۳۲–۴۳۴ ه‍.ق) ← مودود غزنوی
- طاهر مستوفی (۲ ماه) ← مودود غزنوی
- خواجه ابوالفتح عبدالرزاق بن احمد بن حسن میمندی ← مودود غزنوی
- ؟ ← مسعود دوم غزنوی
- ؟ ← علی غزنوی
- خواجه ابوالفتح عبدالرزاق بن احمد بن حسن میمندی (بار دوم) ← عبدالرشید غزنوی
- ابومحمد حسن بن مهران (۴۴۳–۴۴۵ ه‍.ق) ← فرخزاد غزنوی
- ابوبکر بن ابی‌صالح (؟ابوبکر صالح) (۴۴۵–۴۵۲ ه‍.ق) ← فرخزاد غزنوی
- ابوسهل خجندی ← ابراهیم غزنوی
- ؟بهروز بن احمد ← ابراهیم غزنوی
- ؟محمد بن بهروز ← ابراهیم غزنوی
- ؟قوام‌الملک نظام‌الدین ابونصر هبةالله پارسی ← ابراهیم غزنوی
- عبدالحمید بن احمد شیرازی (فرزند شمس‌الوزرا) ← ابراهیم غزنوی، مسعود سوم غزنوی[۲۱]
- ؟ثقةالملک طاهر بن علی بن مشکان ← مسعود سوم غزنوی
- ؟ ← شیرزاد غزنوی
- ؟ابوالفتح یوسف بن یعقوب ← ارسلان‌شاه غزنوی
- عبدالحمید بن احمد شیرازی (بار دوم) ← ارسلان‌شاه غزنوی، بهرام‌شاه غزنوی
- احمد بن حسن (یا احمد بن حسین) ← بهرام‌شاه غزنوی
- منتجب‌الملک قوام‌الدین ← بهرام‌شاه غزنوی
- نجیب‌الملک حسین بن حسن ← بهرام‌شاه غزنوی
- ابومحمد حسن بن ابی‌منصور قائنی ← بهرام‌شاه غزنوی
- ؟ ← خسروشاه غزنوی
- ابوالمعالی نصرالله بن محمد شیرازی (نصرالله منشی) ← خسروملک غزنوی

## سلجوقیان (۴۲۹–۵۹۰ ه‍.ق)
- ابوالفرج محمد بن جعفر بن محمد بن عباس ابن فسانجس شیرازی (ذوالسعادات، ؟ابوالفتح رازی[پانویس ۴۹]) (۴۳۴–؟۴۳۵ ه‍.ق) ← طغرل سلجوقی
- ابوالقاسم علی بن عبدالله جوینی (؟الکوبانی، گویانی، سالار بوژگان) (۴۳۶–؟ ه‍.ق) ← طغرل سلجوقی
- صاحب حسین میکالی (رئیس‌الرؤسا ابوعبدالله حسین بن علی بن میکائیل) ← طغرل سلجوقی
- ؟نظام‌الملک ابومحمد حسن بن محمد عصار دهستانی (نظام‌الملک اول) ← طغرل سلجوقی
- ؟عمروک رباطی قصار مستوفی (یا عُمَرَک) ← طغرل سلجوقی
- عمیدالملک ابونصر محمد بن منصور کُندُری (۴۴۸–۴۵۵ ه‍.ق) ← طغرل سلجوقی، سلیمان بن چغری بیگ، الپ ارسلان
- نظام‌الملک ابوعلی حسن بن علی توسی (یکشنبه ۱۳ ذیحجهٔ ۴۵۵–۱۰ رمضان ۴۸۵ ه‍.ق) ← الپ ارسلان، ملکشاه یکم
- تاج‌الملک ابوالغنائم مرزبان بن خسروفیروز فارسی (ابن دارِست) (۴۸۵–۱۲ محرم ۴۸۶ ه‍.ق) ← ملکشاه یکم، محمود یکم
- مؤیدالملک شهاب‌الدین ابوبکر عبیدالله بن نظام‌الملک (۴۸۶–۴۸۷ ه‍.ق) ← محمود یکم
- عزالملک ابوعبدالله حسین بن نظام‌الملک ← برکیارق[پانویس ۵۰]
- مؤیدالملک شهاب‌الدین ابوبکر عبیدالله بن نظام‌الملک[پانویس ۵۱] (بار دوم) (؟–۴۸۸ ه‍.ق) ← برکیارق
- فخرالملک نظام‌الدین ابوالفتح مظفر بن نظام‌الملک[پانویس ۵۲] (۴۸۸–۴۹۰ ه‍.ق) ← برکیارق
- مجدالملک شمس‌الدین ابوالفضل اسعد بن حسن براوستانی قمی (۴۹۰–۴۹۲ ه‍.ق) ← برکیارق
- اعزالملک ابوالمحاسن عبدالجلیل بن محمد دهستانی (۴۹۲–ذیحجهٔ ۴۹۵ ه‍.ق) ← برکیارق
- خطیرالملک ابومنصور محمد بن حسین میبدی ← برکیارق
- ؟ ← ملکشاه دوم
- سعدالملک نصرالدین ابوالمحاسن سعد بن محمد آبی (آوجی) (محرم ۴۹۸–شوال ۵۰۰ ه‍.ق) ← محمد تَپَر
- ضیاءالملک احمد بن نظام‌الملک (نظام‌الملک دوم، قوام‌الدین، صدرالاسلام) (شوال ۵۰۰–۵۰۴ ه‍.ق) ← محمد تپر
- خطیرالملک ابومنصور محمد بن حسین میبدی (بار دوم) (۵۰۴–۵۱۱ ه‍.ق) ← محمد تپر

با درگذشت محمد تَپَر، میان برادر او «احمد سنجر» و پسر محمد تپر یعنی «محمود دوم سلجوقی» اختلاف و جنگ رخ داد که به پیروزی احمد سنجر انجامید؛ ولی او برادرزاده‌اش را از میان برنداشت بلکه وی را فرمانروای عراق عجم (به پایتختی همدان) نمود. در ۵۴۸ ه‍.ق سلطان سنجر اسیر غزان گشت و بزرگان دولت او سلیمان‌شاه سلجوقی را به سلطنت برداشتند. سلیمان‌شاه نتوانست قدرت را حفظ کند و در ۵۴۹ ه‍.ق از قدرت کنار رفت. در ۵۵۱ ه‍.ق سلطان سنجر آزاد شد؛ ولی سال بعد در گذشت. او پسری نداشت و از همین رو خواهرزاده‌اش «خاقان محمود» را به جانشینی خود نامزد کرده بود؛ ولی پس از درگذشت سلطان سنجر، خاقان محمود نتوانست قدرت را حفظ کند و به دست «مؤیّد آی‌اَبه» کور شد و دوباره فرزندان محمد تپر فرمانروایان اصلی سلجوقی شدند.
| - شمس‌الدین شهاب‌الاسلام عبدالرزاق بن عبدالله توسی (برادرزادهٔ نظام‌الملک) (۵۱۱–۵۱۵ ه‍.ق) ← احمد سنجر - وجیه‌الملک قمی (شرف‌الدین ابوطاهر سعد بن علی بن عیسی قمی) (۵۱۵–۵۱۶ ه‍.ق) ← احمد سنجر - تغاربیگ محمد بن سلیمان کاشغری (تغان‌بک) (۵۱۶–۵۱۸ ه‍.ق) ← احمد سنجر - مختص‌الملک معین‌الدین ابونصر احمد کاشانی یکم (فرزند عبدالله بن فضل بن محمود کاشی) (۵۱۸–۵۲۱ ه‍.ق) ← احمد سنجر - نصیرالدین محمود مروزی (نظام‌الملک نصیرالدین ابوالقاسم محمود بن [ابی‌توبه] مظفر بن عبدالملک مروزی خوارزمی) (۵۲۱–۵۲۶ ه‍.ق) ← احمد سنجر - قوام‌الدین ابوالقاسم انس‌آبادی درگزینی (۵۲۶–۵۲۷ ه‍.ق) ← همزمان وزیر احمد سنجر و طغرل دوم بود. - ناصرالدین ابوالفتح طاهر بن فخرالملک (جمادی‌الاول ۵۲۸–ذیحجهٔ ۵۴۸ ه‍.ق) ← احمد سنجر - قوام‌الدین حسن بن ناصرالدین (۵۴۸–۵۴۹ ه‍.ق) ← سلیمان‌شاه سلجوقی - قوام‌الدین حسن بن ناصرالدین ← خاقان محمود (سلطان ابوالقاسم محمود بن محمد ارسلان خان بن بُغرا خان ملقب به نظام‌الدوله، رکن‌الدین و کمال‌الدین) - ابومحمد صدرالدین بن ابی‌القاسم علی بن جعفر فخرالدین تِرمِذی (؟–رمضان ۵۵۷ ه‍.ق.) ← خاقان محمود | - ربیب‌الدوله ابومنصور (؟ربیب‌الدوله ابومنصور قیراطی) (۵۱۱–۵۱۳ ه‍.ق) ← محمود دوم سلجوقی - کمال‌الدین ابوطالب علی سمیرمی (۵۱۳–۲۹ صفر ۵۱۶ ه‍.ق) ← محمود دوم سلجوقی - شمس‌الملک عثمان بن نظام‌الملک (۵۱۶–۲ جمادی‌الثانی ۵۱۷ ه‍.ق) ← محمود دوم سلجوقی - قوام‌الدین ابوالقاسم انس‌آبادی درگزینی (۵۱۸–رجب ۵۲۱ ه‍.ق) ← محمود دوم سلجوقی - انوشیروان بن خالد بن محمد کاشانی (۵۲۱–۵۲۲ ه‍.ق) ← محمود دوم سلجوقی - قوام‌الدین ابوالقاسم انس‌آبادی درگزینی (بار دوم) (ذیحجهٔ ۵۲۲–شوال ۵۲۷ ه‍.ق) ← محمود دوم سلجوقی، داود سلجوقی، سپس همزمان وزیر طغرل دوم و احمد سنجر بود. - شرف‌الدین علی بن ابی‌الرجاء (۵۲۸–۵۲۹ ه‍.ق) ← طغرل دوم - انوشیروان بن خالد بن محمد کاشانی (بار دوم) (۵۲۹–۵۳۰ ه‍.ق) ← مسعود سلجوقی - عمادالدین ابوالبرکات بن سلمه درگزینی (۵۳۰–۵۳۲ ه‍.ق) ← مسعود سلجوقی - کمال‌الدین محمد بن حسین خازن رازی (۵۳۲–۵۳۳ ه‍.ق) (هفت ماه) ← مسعود سلجوقی - عزالملک مجدالدین ابوالعز طاهر بن محمد بروجردی (۵۳۳–۵۳۹ ه‍.ق) ← مسعود سلجوقی - مؤیدالدین مرزبان بن عبیدالله بن نصر اصفهانی (۵۳۹–۵۴۰ ه‍.ق) ← مسعود سلجوقی - تاج‌الدین ابوطالب شیرازی (ابن دارست فارسی) (۵۴۰–۵۴۱ ه‍.ق) ← مسعود سلجوقی - شمس‌الدین ابوالنجیب درگزینی (۵۴۱–۵۴۷ ه‍.ق) ← مسعود سلجوقی، ملکشاه سوم - جلال‌الدین ابوالفضل یونس درگزینی (جلال‌الدین بن قوام‌الدین ابی‌القاسم درگزینی) (۵۴۷–۵۴۹ ه‍.ق) ← محمد دوم سلجوقی - شمس‌الدین ابوالنجیب درگزینی (بار دوم) (۵۴۹–۵۵۴ ه‍.ق) ← محمد دوم سلجوقی - جمال‌الدین ابوجعفر محمد بن علی اصفهانی (جواد اصفهانی، الجواد الاصفهانی) ← سلیمان‌شاه سلجوقی - شهاب‌الدین محمود بن ثقه عبدالعزیز حامدی نیشابوری (۵۵۵–۵۶۰ ه‍.ق) ← سلیمان‌شاه سلجوقی، ارسلان‌شاه سلجوقی - فخرالدین طاهر کاشانی (فرزند مختص‌الملک) (۵۶۰–۵۶۲ ه‍.ق) ← ارسلان‌شاه سلجوقی - جلال‌الدین ابوالفضل یونس درگزینی (جلال‌الدین بن قوام‌الدین ابی‌القاسم درگزینی) (بار دوم) (۵۶۲–۵۸۳ ه‍.ق) ← ارسلان‌شاه سلجوقی، طغرل سوم - قوام‌الدین بن قوام‌الدین ابی‌القاسم درگزینی (برادر جلال‌الدین ابوالفضل یونس درگزینی) ← طغرل سوم - صاحب کمال‌الدین ابوشجاع زنجانی تعجیلی ← طغرل سوم - صاحب عضدالدین قاضی مراغی ← طغرل سوم - کمال‌الدین ابوعمرو ابهری ← ارسلان‌شاه سلجوقی، طغرل سوم - عزیزالدین بن رضی‌الدین اسعد کاشی (؟–۷ ذیحجهٔ ۵۸۵ ه‍.ق.) ← طغرل سوم - معین‌الدین ابونصر احمد کاشانی دوم (فرزند فخرالدین طاهر کاشانی و نوهٔ مختص‌الملک) (؟–۵۹۰ ه‍.ق.) ← طغرل سوم - فخرالدین بن صفی‌الدین ورامینی (۵۹۰ ه‍.ق) ← طغرل سوم |

## خوارزمشاهان (انوشتگینیان) (۴۹۱–۶۲۸ ه‍.ق)
- مجدالدین ابومحمد صاحب بن محمد بخاری ← علاءالدین اتسز
- ابومظفر سعید بن سهل بن محمد بن عبدالله نیشابوری (معروف به فلکی) ← ؟علاءالدین اتسز یا ؟تاج‌الدین ایل‌ارسلان
- ؟ ← جلال‌الدین محمود سلطانشاه
- نظام‌الملک مسعود بن علی هروی (؟ابهری، ؟بهاءالدین، ؟شمس‌الدین) (؟–۵۹۶ ه‍.ق) ← علاءالدین تکش
- نظام‌الملک محمد بن مسعود هروی (؟–۶۰۷ ه‍.ق) ← علاءالدین تکش، علاءالدین محمد
- نظام‌الملک ناصرالدین محمد بن صالح (خواجهٔ جهان و سپس خواجهٔ بزرگ) (۶۰۷–۶۱۴ ه‍.ق) ← علاءالدین محمد

وقفه (سلطان علاءالدین محمد پس از برکناری محمد بن صالح وزیر دیگری انتخاب نکرد، بلکه برای اولین بار این مسئولیت را به ۶ تن از درباریان محول کرد، که عبارت بودند از: «نظام‌الدین کاتب انشاء»، «مجیرالملک تاج‌الدین ابوالقاسم المعتز خوارزمی» (فرزند «مجیرالدین طاهر بن عمر [یا عمر بن سعد] خوارزمی»)، «امیر ضیاءالدین بیابانکی»، «شمس‌الدین کلابادی»، «تاج‌الدین علی بن ابی‌المعالی کریم‌الشرق نیشابوری»، «مجدالدین شریف محمد نسوی»)
- شمس‌الملک شهاب‌الدین الپ هروی (؟سرخسی) (؟–؟[پانویس ۶۴]) ← جلال‌الدین مِنکُبِرنی
- شرف‌الملک فخرالدین علی بن ابی‌القاسم جَندی (یلدرجی، ؟شمس‌الدین) (؟[پانویس ۶۵]–۶۲۶ یا ۶۲۷[پانویس ۶۶] ه‍.ق) ← جلال‌الدین منکبرنی
- جمال‌الدین علی عراقی (جمال علی عراقی) (۶۲۶ یا ۶۲۷–۶۲۸ ه‍.ق) ← جلال‌الدین منکبرنی

## سَلغُریان (اتابکان فارس) (۵۴۳–۶۸۶ ه‍.ق)
- تاج‌الدین ابوطالب شیرازی (ابن دارست فارسی) ← سنقر بن مودود
- ؟ ← زنگی بن مودود
- امین‌الدین ابوالحسن بنجیر کازرونی ← تکله بن زنگی
- ؟ ← طغرل بن سنقر
- رکن‌الدین صلاح شیرازی ← سعد بن زنگی
- عمیدالدین ابونصر اسعد ابزری ← سعد بن زنگی
- امیر مقرب‌الدین ابوالمفاخر مسعود بن بدر ← ابوبکر قتلغ خان بن سعد
- امیر فخرالدین ابوبکر بن ابی‌نصر حوایجی ← ابوبکر قتلغ خان بن سعد
- فقیه شرف‌الدین ← ابوبکر قتلغ خان بن سعد
- اصیل‌الدین محمد ← ابوبکر قتلغ خان بن سعد
- خواجه نظام‌الدین ابوبکر (فرزند اصیل‌الدین محمد) ← ابوبکر قتلغ خان بن سعد، محمد بن سعد

## مغولان
- محمود یلواج ← چنگیز خان، اوگتای خان
- مسعود بیگ بن محمود یلواج ← گیوک خان، منگو قاآن
- احمد بناکتی[پانویس ۶۷] ← قوبلای قاآن

اُلُغ‌بیتِکچی
- شرف‌الدین خوارزمی ← جنتمور، نوسال، گرگوز اویغوری، ارغون آقا
- فخرالدین بهشتی خوارزمی ← ارغون آقا
- حسام‌الدین امیر حسین (پسر فخرالدین بهشتی خوارزمی) و نجم‌الدین جیلابادی ← ارغون آقا

### ایلخانان (۶۵۴–۷۵۹ ه‍.ق)
اُلُغ‌بیتِکچی
- سیف‌الدین بهادر بن عبدالله خوارزمی (سیف‌الدین احمد بیتکچی) (۶۵۴–۶۶۱ ه‍.ق) ← هلاکو خان

صاحب‌دیوان
- شمس‌الدین محمد جوینی (۶۶۱–۶۸۳ ه‍.ق) ← هلاکو خان، اباقا خان، احمد تگودار

وزیر
- بوقا[پانویس ۶۸] (۳ رجب ۶۸۳[۲۲]–اواخر ذیحجهٔ ۶۸۷ ه‍.ق) ← ارغون خان

صاحب‌دیوان
- سعدالدولهٔ ابهری (اوایل جمادی‌الثانی ۶۸۸[۲۳]–آخر صفر ۶۹۰ ه‍. ق[۲۴]) ← ارغون خان
- صدرالدین احمد خالدی زنجانی (چاویان) (۶ ذیحجهٔ ۶۹۱[خ]–پنجشنبه ۶ جمادی‌الاول ۶۹۴ ه‍.ق) ← گیخاتو خان

وزیر
- جمال‌الدین ابوالحسن علی بن محمد دستجردانی (جمادی‌الاول ۶۹۴–چهارشنبه ۲۳ ذیقعدهٔ ۶۹۴ ه‍.ق)[پانویس ۶۹] ← بایدو خان
- ؟امیر نوروز[ذ] (چهارشنبه ۲۳ ذیقعدهٔ ۶۹۴–۶۹۵ ه‍.ق)[پانویس ۷۰] ← غازان خان یکم
- ملک شرف‌الدین محمد بیابانکی سمنانی[پانویس ۷۱] (؟ –۸ ذیقعدهٔ ۶۹۵ ه‍. ق[۲۸]) ← غازان خان یکم
- جمال‌الدین ابوالحسن علی بن محمد دستجردانی (بار دوم) (۸ ذیقعدهٔ ۶۹۵[۲۸]–۶ ذیحجهٔ ۶۹۵ ه‍.ق) ← غازان خان یکم
- صدرالدین احمد خالدی زنجانی (بار دوم) (۱ محرم ۶۹۶–چهارشنبه ۱۷ رجب ۶۹۷ ه‍.ق) ← غازان خان یکم
- رشیدالدین فضل‌الله همدانی (۶۹۷–۷۱۷ ه‍.ق) و خواجه سعدالدین محمد ساوجی (یا آوجی)[پانویس ۷۲] (۶۹۷–۷۱۲ ه‍.ق) ← غازان خان یکم، الجایتو
- رشیدالدین فضل‌الله همدانی (۶۹۷–۷۱۷ ه‍.ق) و تاج‌الدین علیشاه بن ابی‌بکر جیلان تبریزی (۷۱۲–اواخر جمادی‌الثانی ۷۲۴ ه‍.ق) ← الجایتو، ابوسعید بهادر خان
- غیاث‌الدین محمد علیشاهی[پانویس ۷۳] ← ابوسعید بهادر خان
- رکن‌الدین صائن فَسَوی (نصرةالدین عادل فَسَوی)[پانویس ۷۴] (۷۲۵–؟ ه‍.ق) ← ابوسعید بهادر خان
- دمشق‌خواجه (؟–۵ شوال ۷۲۷ ه‍.ق) ← ابوسعید بهادر خان
- غیاث‌الدین محمد رشیدی (صاحب سعید) و خواجه علاءالدین محمد هندوی فریومدی (۸ ماه) ← ابوسعید بهادر خان
- غیاث‌الدین محمد رشیدی (صاحب سعید) (؟–۲۱ رمضان ۷۳۶ ه‍.ق) ← ابوسعید بهادر خان، آرپاخان
- امیر جمال‌الدین بن تاج‌الدین علی شروانی (؟–۱۴ ذیحجهٔ ۷۳۶ ه‍.ق) ← موسی خان (ایلخان)[پانویس ۷۵]

| - خواجه شمس‌الدین زکریا (یا خواجه شمس‌الدین محمدِ زکریا) ← محمد خان (ایلخان)،شاه جهان تیمور خان | - رکن‌الدین شیخی و غیاث‌الدین محمد علیشاهی ← ساتی بیگ - غیاث‌الدین محمد علیشاهی (؟–۷۴۳ ه‍.ق.) ← سلیمان خان (ایلخان) - خواجه عبدالحی حمامی تبریزی (؟–۷۵۰ ه‍.ق.) ← انوشیروان خان - خواجه مسعود دامغانی ← انوشیروان خان - شمس‌الدین محمد اژدری (؟–؟اوایل محرم ۷۵۹ ه‍.ق.) ← غازان خان دوم | - خواجه علاءالدین محمد هندوی فریومدی ← طغاتیمور خان |

## آل اینجو (۷۲۵–۷۵۸ ه‍.ق)
- مولانا قاضی شمس‌الدین محمود صائن سمنانی (؟–۷۴۵ ه‍.ق) و سید غیاث‌الدین علی یزدی (؟–۷۴۵ ه‍.ق) ← امیر جمال‌الدین شاه شیخ ابواسحاق اینجو
- امیر ظهیرالدین ابراهیم صواب (۷۴۵–؟ ه‍.ق) ← امیر جمال‌الدین شاه شیخ ابواسحاق اینجو
- مولانا قاضی شمس‌الدین محمود صائن سمنانی و سید غیاث‌الدین علی یزدی (بار دوم) ← امیر جمال‌الدین شاه شیخ ابواسحاق اینجو
- سید غیاث‌الدین علی یزدی (به‌طور مستقل) (؟–۷۴۶ ه‍.ق) ← امیر جمال‌الدین شاه شیخ ابواسحاق اینجو
- رکن‌الدین عمیدالملک بن شمس‌الدین محمود (۷۴۷–؟ ه‍.ق) و امیر کمال‌الدین حسین رشیدی (کمال‌الدین حسین بن جلال‌الدین بن خواجه رشیدالدین فضل‌الله همدانی) (۷۴۷–؟ ه‍.ق) ← امیر جمال‌الدین شاه شیخ ابواسحاق اینجو
- عمادالدین محمود کرمانی ← امیر جمال‌الدین شاه شیخ ابواسحاق اینجو
- قوام‌الدین حسن شیرازی (؟–۷۵۴ ه‍.ق) ← امیر جمال‌الدین شاه شیخ ابواسحاق اینجو

## مظفریان (۷۱۸–۷۹۵ ه‍.ق)
- خواجه بهاءالدین محمود بن عزالدین یوسف یزدی[پانویس ۸۶] (پیرامون ۷۲۹ ه‍.ق) ← امیر مبارزالدین محمد
- ؟سید عضدالدین محمد عریضی یزدی[پانویس ۸۷] (سید عضد) (؟ –۷۴۰ ه‍.ق) ← امیر مبارزالدین محمد
- خواجه تاج‌الدین احمد بن محمد بن علی عراقی[پانویس ۸۸] ← امیر مبارزالدین محمد
- مولانا قاضی شمس‌الدین محمود صائن سمنانی ← امیر مبارزالدین محمد
- خواجه تاج‌الدین احمد بن محمد بن علی عراقی (بار دوم) ← امیر مبارزالدین محمد
- خواجه برهان‌الدین ابونصر فتح‌الله وزیر (۷۴۲–۷۵۲ ه‍.ق در کرمان)[پانویس ۸۹] ← امیر مبارزالدین محمد
- ؟ ← امیر مبارزالدین محمد
- خواجه برهان‌الدین ابونصر فتح‌الله وزیر (۷۵۶–۷۶۰ ه‍.ق در شیراز) (بار دوم) ← امیر مبارزالدین محمد، جلال‌الدین شاه شجاع
- خواجه قوام‌الدین محمد صاحب‌عیار (؟–نیمهٔ ذیقعدهٔ ۷۶۴ ه‍.ق) ← جلال‌الدین شاه شجاع
- امیر کمال‌الدین حسین رشیدی (کمال‌الدین حسین بن جلال‌الدین بن خواجه رشیدالدین فضل‌الله همدانی) (ذیقعدهٔ ۷۶۴–؟ ه‍.ق) ← جلال‌الدین شاه شجاع

تصرف شیراز به دست قطب‌الدین شاه محمود مظفری به کمک جلایریان (۷۶۵–۷۶۷ ه‍.ق)
- خواجه قطب‌الدین سلیمان‌شاه بن خواجه محمود کمال[پانویس ۹۱] (۷۶۷–؟ ه‍.ق) ← جلال‌الدین شاه شجاع
- رکن‌الدین شاه‌حسن بن شاه‌محمود معین‌الدین اشرف یزدی (یا زکی‌الدین) ← جلال‌الدین شاه شجاع
- خواجه جلال‌الدین تورانشاه (؟–سه‌شنبه ۲۱ صفر ۷۸۷ ه‍.ق) ← جلال‌الدین شاه شجاع، سلطان زین‌العابدین
- ؟ ← شاه منصور

## تیموریان (۷۷۱–۹۱۳ ه‍.ق)
این بخش نیازمند پژوهش و ویرایش بیشتر می‌باشد.
- خواجه عمادالدین مسعود سمنانی ← امیر تیمور
- جلال‌الاسلام ← امیر تیمور
- خواجه علی سمنانی و خواجه سیف‌الدین تونی ← امیر تیمور[پانویس ۹۲]
- خواجه کمال‌الدین محمود شهاب ← امیر تیمور
- پیرعلی تاز ← پیرمحمد جهانگیر
- سید فخرالدین محمد (؟–۸۱۰ ه‍.ق) ← شاهرخ تیموری
- خواجه غیاث‌الدین سالار سمنانی (۸۱۰–۸۱۱ ه‍.ق) ← شاهرخ تیموری
- سید فخرالدین محمد (بار دوم) (۸۱۱–۸۱۹ ه‍.ق) ← شاهرخ تیموری
- سید فخرالدین محمد و خواجه نظام‌الدین احمد بن خواجه داود (۸۱۹–۸۲۰ ه‍.ق) ← شاهرخ تیموری
- خواجه نظام‌الدین احمد بن خواجه داود (در ۸۲۰ ه‍.ق به مدت چند ماه به‌طور مستقل وزیر بود) ← شاهرخ تیموری
- خواجه نظام‌الدین احمد بن خواجه داود و خواجه غیاث‌الدین پیراحمد خوافی (۸۲۰–؟ ه‍.ق) ← شاهرخ تیموری
- خواجه غیاث‌الدین پیراحمد خوافی (۸۲۰–صفر ۸۳۸ ه‍.ق) ← شاهرخ تیموری
- خواجه غیاث‌الدین پیراحمد خوافی و خواجه غیاث‌الدین سیدی احمد شیرازی (خواجه غیاث‌الدین سیدی احمد بن خواجه نظام‌الدین احمد شیرازی یا اندخودی) (صفر ۸۳۸–۲۰ شعبان ۸۳۹ ه‍.ق) ← شاهرخ تیموری
- خواجه غیاث‌الدین پیراحمد خوافی (۸۳۹–؟ ه‍.ق) ← شاهرخ تیموری
- خواجه غیاث‌الدین پیراحمد خوافی و امیر علاءالدین علی شقانی (؟–۸۴۵ ه‍.ق) ← شاهرخ تیموری
- خواجه غیاث‌الدین پیراحمد خوافی و خواجه شمس‌الدین علی بالیچه سمنانی (۸۴۵–۸۵۰ ه‍.ق) ← شاهرخ تیموری
- خواجه غیاث‌الدین پیراحمد خوافی (۸۵۰–؟ ه‍.ق) ← میرزا عبداللطیف، میرزا علاءالدوله، میرزا سلطان محمد بن میرزا بایسنغر
- سید عمادالدین محمود جنابدی[پانویس ۹۳] (۸۵۰–۸۵۳ ه‍.ق) ← الغ بیگ[پانویس ۹۴]
- خواجه وجیه‌الدین محمود بن اسماعیل سمنانی (برادر شمس‌الدین علی بالیچه) ← میرزا بایسنغر، میرزا علاءالدوله، میرزا ابوالقاسم بابر، میرزا شاه محمود
- شمس‌الدین محمد یغمایی ← میرزا ابوالقاسم بابر
- خواجه کلان ترکش (؟بزکش) و خواجه علی بن امیرخواجه ← میرزا شاه محمود
- خواجه شمس‌الدین محمد بخاری و خواجه محمد سعدالدین (اواسط رجب ۸۶۱–۸۶۲ ه‍.ق) ← میرزا ابراهیم تیموری
- خواجه شمس‌الدین محمد بن خواجه سیدی احمد شیرازی (۸۵۴[پانویس ۹۵]–۸۶۸ ه‍.ق) ← میرزا سلطان ابوسعید
- خواجه معزالدین شیرازی ← میرزا سلطان ابوسعید
- خواجه مظفرالدین مختار سبزواری (اواخر ربیع‌الاول ۸۶۵–؟ ه‍.ق) ← میرزا سلطان ابوسعید
- خواجه نعیم‌الدین نعمت‌الله قهستانی (اواخر ربیع‌الاول ۸۶۵–؟ ه‍.ق) ← میرزا سلطان ابوسعید
- مولانا امیر سمرقندی ← میرزا سلطان ابوسعید
- خواجه اسماعیل خوجانی (؟–۸۶۸ ه‍.ق) ← میرزا سلطان ابوسعید
- خواجه برهان‌الدین عبدالحمید کرمانی ← میرزا سلطان ابوسعید
- خواجه قطب‌الدین طاوس سمنانی ← میرزا ابوالقاسم بابر، میرزا سلطان ابوسعید (یک بار برکنار شد)، سلطان حسین بایقرا (مُشرِفِ وزرا)، یادگار محمد میرزا
- خواجه عبدالله اخطب ← میرزا سلطان ابوسعید، سلطان حسین بایقرا، سلطان محمود میرزا
- خواجه نظام‌الدین بختیار سمنانی ← سلطان حسین بایقرا
- خواجه شمس‌الدین محمد مروارید (صاحب سعید)[پانویس ۹۶] ← میرزا سلطان ابوسعید، سلطان حسین بایقرا
- خواجه علاءالدین علی صانعی ← سلطان حسین بایقرا
- خواجه سیف‌الدین مظفر شبانکاره ← سلطان حسین بایقرا
- خواجه مجدالدین محمد بن پیراحمد خوافی (معتمدالسلطنه) (۸۹۲–؟ ه‍.ق) ← سلطان حسین بایقرا
- خواجه قوام‌الدین نظام‌الملک خوافی (امین الدولة القاهره، مُشرِفِ وزرا) (۲۶ جمادی‌الثانی ۸۷۵–۹۰۳ ه‍.ق) ← سلطان حسین بایقرا
- خواجه عمادالاسلام ← سلطان حسین بایقرا
- خواجه افضل‌الدین محمد کرمانی (بار نخست به صورت مشترک) (۸۷۸–۸۹۲ ه‍.ق) ← سلطان حسین بایقرا
- خواجه افضل‌الدین محمد کرمانی (بار دوم، مُشرِفِ وزرا [دارای منصب «اِشرافِ دیوان»]) (۹۰۳–؟ ه‍.ق) ← سلطان حسین بایقرا
- خواجه امین‌الدین محمود (۸۸۹–۸۹۴ ه‍.ق) (دو بار) ← سلطان حسین بایقرا
- خواجه علاءالدین علی میکال ← سلطان حسین بایقرا
- خواجه کمال‌الدین حسین بن منصور (۸۹۳–؟ ه‍.ق) ← سلطان حسین بایقرا
- خواجه ابواسحاق ← سلطان حسین بایقرا
- خواجه نعمت‌الله سرخ ← سلطان حسین بایقرا
- خواجه عتیق‌الله ← سلطان مسعود میرزا، میرزا بایسنغر
- خواجه غیاث‌الدین منصور شبانکاره (برادر خواجه سیف‌الدین مظفر) ← سلطان حسین بایقرا
- سید زین‌العابدین علی (سه بار)[پانویس ۹۷] ← سلطان حسین بایقرا، بدیع‌الزمان میرزا
- خواجه نظام‌الدین احمد[پانویس ۹۸] (۹۰۴–۹۱۲ ه‍.ق) ← بدیع‌الزمان میرزا
- خواجه غیاث‌الدین میکال ← مظفرحسین میرزا، محمدحسین میرزا
- خواجه درویش احمد (قابض، کافی) (۹۱۱–ذیحجهٔ ۹۱۲ ه‍.ق) ← سلطان حسین بایقرا، مظفرحسین میرزا

## قراقویونلوها (بارانیان) (۷۸۰–۸۷۴ ه‍.ق)
- امیر علاءالدین صدّیق کُجُجی و خواجه سلیمی ← جهانشاه قراقویونلو
- خواجه شمس‌الدین حسین تبریزی[پانویس ۹۹] ← جهانشاه قراقویونلو
- سید نظام‌الدین عاشور و مولانا محمد قبایی ← جهانشاه قراقویونلو
- سید نظام‌الدین عاشور (امیر سید عاشور) و امیر علاءالدین صدّیق کُجُجی و امیر مجدالدین اسماعیل شیرازی[پانویس ۱۰۰] ← حسن‌علی قراقویونلو

## آق‌قویونلوها (بایندران) (۷۸۰–۹۰۸ ه‍.ق)
وزیر
- خواجه برهان‌الدین عبدالحمید کرمانی (دارای منصب «اِشرافِ دیوانِ وزرات») ← سلطان حسن آق‌قویونلو
- خواجه مجدالدین اسماعیل شیرازی ← سلطان حسن آق‌قویونلو
- خواجه شمس‌الدین محمد بن خواجه سیدی احمد شیرازی ← سلطان حسن آق‌قویونلو
- شاه عمادالدین سلمان دیلمی ← سلطان حسن آق‌قویونلو
- ؟شمس‌الدین زکریای کججی تبریزی (امیر شمس‌الدین زکریای کُجُجی تبریزی) ← سلطان حسن آق‌قویونلو
- ؟قاضی علاءالدین علی بیهقی (قاضی علاء بیهقی) ← سلطان حسن آق‌قویونلو
- ؟قاضی صفی‌الدین عیسی ساوجی[پانویس ۱۰۱] ← سلطان حسن آق‌قویونلو
- شاه عمادالدین سلمان دیلمی (شوال ۸۸۲–۱۴ ربیع‌الثانی ۸۸۳ ه‍.ق) ← سلطان خلیل آق‌قویونلو

| وکیل و صدر - قاضی صفی‌الدین عیسی ساوجی (؟–صفر ۸۹۶ ه‍.ق.) ← سلطان یعقوب آق‌قویونلو | وزیر - شاه شرف‌الدین محمود دیلمی (ملک نجم‌الدین محمود جان دیلمی قزوینی) (؟–صفر ۸۹۶ ه‍.ق.) ← سلطان یعقوب آق‌قویونلو |

- خواجه روح‌الله شالکانی قزوینی[پانویس ۱۰۳] (رمضان ۸۹۶–؟رجب ۸۹۷ ه‍.ق)← سلطان بایسنغر آق‌قویونلو[پانویس ۱۰۴]
- شیخ محمد کُجُجی تبریزی ← سلطان رستم آق‌قویونلو[پانویس ۱۰۵]
- شاه شرف‌الدین محمود دیلمی (ملک نجم‌الدین محمود جان دیلمی قزوینی) ← سلطان رستم آق‌قویونلو
- سابق‌الدین ← سلطان الوند آق‌قویونلو
- جلال‌الدوله یا جلال‌الدین انصاری ← سلطان الوند آق‌قویونلو
- شمس‌الدین زکریای کججی تبریزی ← سلطان الوند آق‌قویونلو

## صفویان (۹۰۷–۱۱۴۸ ه‍.ق)
| وکیل وکیل نفس نفیس همایون - حسین بیگ شاملو (حسین بیگ للهٔ شاملو) (۹۰۷–۹۱۳ ه‍.ق) ← شاه اسماعیل یکم - نجم‌الدین مسعود زرگر رشتی گیلانی (امیر نجم رشتی) (۹۱۳–۹۱۵ ه‍.ق) ← شاه اسماعیل یکم - امیر یاراحمد خوزانی اصفهانی (امیر نجم ثانی) (۹۱۵–۳ رمضان ۹۱۸ ه‍.ق) ← شاه اسماعیل یکم - عبدالباقی یزدی (۹۱۸–۹۲۰ ه‍.ق) ← شاه اسماعیل یکم | وزیر وزیر دیوان اعلیٰ - شمس‌الدین زکریای کججی تبریزی (کلید آذربایجان) (۹۰۶–۹۱۸ ه‍.ق) و ملک نجم‌الدین محمود جان دیلمی قزوینی (۹۰۹–؟ ه‍.ق) ← شاه اسماعیل یکم - امیربیک دیلمی (میرک بیک دیلمی، فرزند نجم‌الدین محمود جان دیلمی) ← شاه اسماعیل یکم - شاه‌میر دیلمی (فرزند دیگر نجم‌الدین محمود جان دیلمی) ← شاه اسماعیل یکم |

|  | وکیل و وزیر - میرزا کمال‌الدین شاه حسین ساقی اصفهانی (۹۲۰–چهارشنبه ۲۸ جمادی‌الاول ۹۲۹ ه‍.ق) ← شاه اسماعیل یکم - جلال‌الدین محمد تبریزی (خواجه جلال‌الدین محمد لولهٔ تبریزی) (۹۲۹–۹۳۰ ه‍.ق) ← شاه اسماعیل یکم، شاه تهماسب یکم |

| وکیل - کپک سلطان استاجلو (۹۳۰–۹۳۱ ه‍.ق) ← شاه تهماسب یکم - دیوسلطان روملو (۹۳۱–پنجشنبه ۵ شوال ۹۳۳ ه‍.ق) ← شاه تهماسب یکم - چوهه سلطان تکلو (۹۳۳–۹۳۷ ه‍.ق) ← شاه تهماسب یکم - حسین خان شاملو (۹۳۷–۹۴۰ ه‍.ق) ← شاه تهماسب یکم | وزیر - شمس‌الدین محمد سیفی حسنی قزوینی (قاضی جهان، میر نورالهدیٰ) (۹۳۰–۹۳۱ ه‍.ق) ← شاه تهماسب یکم - امیر قوام‌الدین جعفر ساوجی (۹۳۱–۹۳۸ ه‍.ق) ← شاه تهماسب یکم - احمد بیگ نور کمال ← شاه تهماسب یکم |

|  | وزیر دیوان اعلیٰ - امیر سعدالدین عنایت‌الله خوزانی (۹۴۰–۹۴۲) ← شاه تهماسب یکم - شمس‌الدین محمد سیفی حسنی قزوینی (قاضی جهان، میر نورالهدیٰ) (بار دوم) (۹۴۲–۹۵۷ ه‍.ق) ← شاه تهماسب یکم وزیر دیوان اعلیٰ - خواجه غیاث‌الدین علی شیرازی ← شاه تهماسب یکم - آقا محمد فراهانی ← شاه تهماسب یکم - خواجه جلال‌الدین امیربیک کججی تبریزی (نطنزی، مُهردار) ← شاه تهماسب یکم - میرزا بیک سابقی ابهری ← شاه تهماسب یکم وکیل و وزیر دیوان اعلیٰ - معصوم بیگ صفوی (؟–۹۷۶ ه‍.ق) ← شاه تهماسب یکم وزیر دیوان اعلیٰ - امیر سراج‌الدین علی قمی (۹۷۶–؟ ه‍.ق) ← شاه تهماسب یکم - جمال‌الدین علی تبریزی و سید حسن فراهانی (همزمان) (۹۸۱–؟ ه‍.ق) ← شاه تهماسب یکم - میرزا شکرالله اصفهانی (۲۳ ربیع‌الثانی ۹۸۴–۲۶ ربیع‌الاول ۹۸۵) ← شاه اسماعیل دوم |

| وکیل وکیل دیوان اعلیٰ - حمزه میرزا (۹۸۵–۹۹۴ ه‍.ق) ← شاه سلطان محمد خدابنده وقفه وکیل دیوان اعلیٰ - مرشدقلی خان چاوشلوی استاجلو (۹۹۶–۱۰ رمضان ۹۹۷ ه‍.ق) ← شاه عباس یکم | وزیر اعظم (اعتمادالدوله) - میرزا سلمان جابری اصفهانی (اعتمادالدوله) (۲۶ ربیع‌الاول ۹۸۵–۲۱ ربیع‌الثانی ۹۹۱ ه‍.ق) ← شاه اسماعیل دوم، شاه سلطان محمد خدابنده - میرزا هدایت‌الله سارونی (اعتمادالدوله، فرزند خواجه شاه‌حسین سارونی) (۹۹۱–۹۹۴ ه‍.ق) ← شاه سلطان محمد خدابنده - میرزا محمد کرمانی (اعتمادالدوله) (۹۹۴–۹۹۶ ه‍.ق) ← شاه سلطان محمد خدابنده - میرزا شاه‌ولی شیرازی (اعتمادالدوله، امیر ابوالولی انجوی حسینی شیرازی) (۹۹۶–رمضان ۹۹۷ ه‍.ق) ← شاه عباس یکم |

|  | وزیر اعظم (اعتمادالدوله) - میرزا محمد کرمانی (اعتمادالدوله) (بار دوم) (رمضان ۹۹۷–۹۹۸ ه‍.ق) ← شاه عباس یکم - میرزا لطف‌الله شیرازی (اعتمادالدوله) (۹۹۸–۹۹۹ ه‍.ق) ← شاه عباس یکم - میرزا حاتم بیگ نصیری اردوبادی (اعتمادالدوله) (۹۹۹–۵ ربیع‌الاول ۱۰۱۹ ه‍.ق) ← شاه عباس یکم - میرزا طالب خان نصیری اردوبادی (اعتمادالدوله) (۱۰۱۹–۱۰۳۰ ه‍.ق) ← شاه عباس یکم - سلمان خان استاجلو (۱۰۳۰–۱۰۳۳ ه‍.ق) ← شاه عباس یکم |

| وکیل وکیل (عهده‌دار مُهر وکالت) - زینل خان بیگدلی شاملو (۱۰۳۸–چهارشنبه ۶ ذیحجهٔ ۱۰۳۹) ← شاه صفی برافتادن مقام وکیل تا سقوط اصفهان | وزیر اعظم (اعتمادالدوله) - علاءالدین حسین مرعشی آملی (خلیفه‌سلطان) (۱۰۳۳–۱۰۴۱ ه‍.ق) ←شاه عباس یکم، شاه صفی |

|  | وزیر اعظم (اعتمادالدوله) - میرزا طالب خان نصیری اردوبادی (اعتمادالدوله) (بار دوم) (۱۰۴۱–جمعه ۲ صفر ۱۰۴۴ ه‍.ق) ← شاه صفی - تقی‌الدین محمد تبریزی (ساروتقی اعتمادالدوله، میرزا محمدتقی، ؟میرزا تقی مازندرانی) (جمعه ۱۶ صفر ۱۰۴۴–۱۰۵۵ ه‍.ق) ← شاه صفی، شاه عباس دوم - علاءالدین حسین مرعشی آملی (خلیفه‌سلطان) (بار دوم) (۱۰۵۵–۱۰۶۴ ه‍.ق) ← شاه عباس دوم - محمد بیگ ارمنی تبریزی (اعتمادالدوله) (۱۰۶۴–۱۰۷۲ ه‍.ق) ← شاه عباس دوم - میرزا محمدمهدی کَرَکی (اعتمادالدوله) (۱۰۷۲–۱۰۸۰ ه‍.ق) ← شاه عباس دوم، شاه سلیمان (شاه صفی دوم) - شیخ‌علی خان زنگنه (اعتمادالدوله) (۱۰۸۰–۱۰۸۲ ه‍.ق) ← شاه سلیمان وقفه - شیخ‌علی خان زنگنه (اعتمادالدوله) (بار دوم) (۱۰۸۳–۱۱۰۰ ه‍.ق) ← شاه سلیمان وقفه (تا ۲ سال کسی به عنوان وزیر اعظم برگزیده نشد) - میرزا محمدطاهر وحید قزوینی (اعتمادالدوله) (۱۱۰۲–۱۱۱۰ ه‍.ق) ← شاه سلیمان، شاه سلطان حسین - محمدمؤمن خان بیگدلی شاملو (اعتمادالدوله) (۱۱۱۰–۱۱۱۸ ه‍.ق) ← شاه سلطان حسین - شاه‌قلی خان زنگنه (اعتمادالدوله) (۱۱۱۸–۱۱۲۷ ه‍.ق) ← شاه سلطان حسین - فتح‌علی خان داغستانی (اعتمادالدوله) (۱۱۲۷–۷ صفر ۱۱۳۳ ه‍.ق) ← شاه سلطان حسین - محمدقلی خان بیگدلی شاملو (اعتمادالدوله) (۱۱۳۳–۱۱۳۵ ه‍.ق) ← شاه سلطان حسین |

| وکیل وکیل دیوان - مرتضی‌قلی خان ← شاه تهماسب دوم وکیل‌الدوله - محمدعلی خان (؟–؟ ه‍.ق) ← شاه تهماسب دوم - فتح‌علی خان قاجار (؟–۱۴ صفر ۱۱۳۹ ه‍.ق.) ← شاه تهماسب دوم - نادرقلی خان افشار (۱۱۳۹–۱۱۴۵ ه‍.ق) ← شاه تهماسب دوم نایب‌السلطنه - نادرقلی خان افشار (۱۷ ربیع‌الاول ۱۱۴۵–۲۴ شوال ۱۱۴۸ ه‍.ق) ← شاه عباس سوم | وزیر اعظم (اعتمادالدوله) - ؟اسماعیل بیگ اعتمادالدوله ← شاه تهماسب دوم - محمدعلی خان مکری (؟صفر ۱۱۳۵–؟ ه‍.ق.) ← شاه تهماسب دوم - ؟میرزا عبدالکریم اعتمادالدوله (؟–ربیع‌الثانی ۱۱۳۶ ه‍.ق.) ← شاه تهماسب دوم - میرزا عبدالله مرعشی ← شاه تهماسب دوم - میرزا مؤمن قزوینی (اعتمادالدوله) (صفر ۱۱۳۹–؟ ه‍.ق) ← شاه تهماسب دوم - رجب‌علی خان اعتمادالدوله (۱۱۴۲–محرم ۱۱۴۵ ه‍. ق) ← شاه تهماسب دوم |

## هوتکیان (افغانان) (۱۱۳۵–۱۱۴۲ ه‍.ق)
- امان‌الله خان اعتمادالدوله (۱۱۳۵–؟۱۱۳۷ ه‍.ق) ← محمود افغان، ؟اشرف افغان
- زله خان اعتمادالدوله (؟۱۱۳۷–۱۱۴۰ ه‍.ق) ← اشرف افغان
- محمدامین خان اعتمادالدوله (۱۱۴۰–۱۱۴۲ ه‍.ق) ← اشرف افغان

## افشاریان (۱۱۴۸–۱۲۱۰ ه‍.ق)
نایب‌السلطنه
- رضاقلی میرزا (۱۱۵۱–۱۱۵۲ ه‍.ق) ← نادر شاه[پانویس ۱۴۱]
- نصرالله میرزا (پسر نادر شاه) (۱۱۵۲–؟ ه‍.ق) ← نادر شاه
- شاهرخ میرزا (؟–۱۱۶۰ ه‍.ق) ← نادر شاه
- ابراهیم میرزا (۱۱۶۰–؟۱۱۶۱ ه‍.ق) ← عادل شاه[پانویس ۱۴۲]

وزیر
- زکریا خان کزازی[۴۲] (بار نخست) ← ابراهیم شاه
- ؟سلیم خان قوتولوی افشار[۴۳] ← ابراهیم شاه،[پانویس ۱۴۳] شاهرخ شاه[پانویس ۱۴۴]

وقفه (برکناری شاهرخ شاه و به قدرت رسیدن شاه سلیمان دوم)
نایب‌السلطنه
- ؟یوسف‌علی خان جلایر (۱۱۶۳ ه‍.ق) ← شاهرخ میرزا

وقفه (گریز یوسف‌علی خان جلایر از مشهد و تصرف آن توسط امیر علم خان خزیمه، سپس تصرف مشهد توسط احمد شاه درانی و کشته شدن امیر علم خان خزیمه)
| نایب‌السلطنه - نورمحمد خان دُرّانی خوگیانی (افغان) (۱۱۶۸–؟ ه‍.ق) ← شاهرخ میرزا - ؟امیر خان قرایی ← شاهرخ میرزا - فریدون خان گرجی ← شاهرخ میرزا - نصرالله میرزا (پسر شاهرخ) (؟–۱۱۸۱ ه‍.ق.) ← شاهرخ میرزا - نادر میرزا (۱۱۸۱ ه‍.ق) ← شاهرخ میرزا - نصرالله میرزا (پسر شاهرخ) (بار دوم) (۱۱۸۱–۱۱۸۸ ه‍.ق) ← شاهرخ میرزا - نادر میرزا (بار دوم) (۱۱۸۸–۱۱۹۵ ه‍.ق) ← شاهرخ میرزا - نصرالله میرزا (پسر شاهرخ) (بار سوم) (۱۱۹۵–۱۲۰۰ ه‍.ق) ← شاهرخ میرزا - نادر میرزا (بار سوم) (۱۲۰۰–۱۲۱۰ ه‍.ق) ← شاهرخ میرزا | وزیر - جعفر خان کرد (میانلوی چنارانی) (۱۱۶۸–؟ ه‍.ق) ← شاهرخ میرزا - میرزا مؤمن جاجرمی ← شاهرخ میرزا |

## صفویان (دور دوم) (۱۱۶۳–۱۱۸۷ ه‍.ق)
وکیل‌الدوله
- امیر علم خان خزیمه (۵ یا ۹ صفر ۱۱۶۳–؟) ← شاه سلیمان دوم
- امیر اصلان خان قِرِقلو[پانویس ۱۴۵] (۷ روز) ← شاه سلیمان دوم
- امیر علم خان خزیمه (بار دوم) (؟–۱۱ ربیع‌الثانی ۱۱۶۳ ه‍.ق) ← شاه سلیمان دوم

| وکیل‌الدوله - علی‌مردان خان چهارلنگ بختیاری (۲۵ رجب ۱۱۶۳–بهار ۱۱۶۴ ه‍.ق) ← شاه اسماعیل سوم - کریم خان زند (بار نخست) (۱۱۶۴–صفر ۱۱۶۵ ه‍.ق) ← شاه اسماعیل سوم - ؟محمدحسن خان قاجار (۱۱۶۵–۱۱۷۲ ه‍.ق) ← شاه اسماعیل سوم - کریم خان زند (بار دوم) (۱۱۷۲–۱۱۸۷ ه‍.ق) ← شاه اسماعیل سوم | وزیر - زکریا خان کزازی (بار دوم) (۱۱۶۳–بهار یا تابستان ۱۱۶۴ ه‍.ق) ← شاه اسماعیل سوم - محمدسلیم خان افشار (اعتمادالدوله،قِرِقلو یا قوتولو) (۱۱۶۴–؟ ه‍.ق) ← شاه اسماعیل سوم - زکریا خان کزازی (بار سوم) (۱۱۶۴ یا ۱۱۶۵–؟۱۱۷۰ ه‍.ق.) ← شاه اسماعیل سوم |

## زندیان (۱۱۷۲–۱۲۰۹ ه‍.ق)
وزیر دیوان اعلیٰ
- میرزا محمدعقیل علوی (میرزا عقیل) (؟–۱۱۷۷ ه‍.ق) ← کریم خان
- میرزا محمدجعفر مرعشی حسینی اصفهانی[پانویس ۱۴۸] (میرزا جعفر اصفهانی) (۱۱۷۷–۱۱۹۴ ه‍.ق) ← کریم خان، ؟ابوالفتح خان، ؟محمدعلی خان، ؟ابوالفتح خان (بار دوم)، ؟صادق خان
- میرزا محمدحسین وفای فراهانی (اعتمادالدوله، وزیر اعظم)[پانویس ۱۴۹] (۱۱۹۴–۱۱۹۶ ه‍.ق) ← صادق خان
- میرزا ربیع اصفهانی (؟[پانویس ۱۵۰]–ربیع الثانی ۱۱۹۹ ه‍.ق) ← علی‌مراد خان
- میرزا محمدحسین وفای فراهانی (اعتمادالدوله، وزیر اعظم) (بار دوم) (ربیع‌الثانی ۱۱۹۹–پنجشنبه ۲۵ ربیع‌الثانی ۱۲۰۳ ه‍.ق) ← جعفر خان

وقفه
- میرزا محمدحسین وفای فراهانی (اعتمادالدوله، وزیر اعظم) (بار سوم) (شعبان ۱۲۰۳–؟ ه‍.ق) ← لطف‌علی خان
- ؟حاج ابراهیم شیرازی (کلانتر)[پانویس ۱۵۲] ← لطف‌علی خان

## قاجاریان (۱۷۹۴–۱۹۰۷ م/۱۲۱۰–۱۳۴۴ ه‍.ق)
| شماره | نگاره | نام | عنوان رسمی | آغاز وزارت                    | پایان وزارت                  | شاه           |
| شماره | نگاره | نام | عنوان رسمی | (میلادی و هجری قمری)          | (میلادی و هجری قمری)         | شاه           |
| ----- | --- | --- | --- | ----------------------------- | ---------------------------- | ------------- |
| ۱     | حاج ابراهیم کلانتر | حاج ابراهیم خان اعتمادالدولهٔ شیرازی | وزیر اعظم | نوامبر ۱۷۹۴ م                 | ۱۴ آوریل ۱۸۸۱ م              | آقامحمد خان   |
| ۱     | حاج ابراهیم کلانتر | حاج ابراهیم خان اعتمادالدولهٔ شیرازی | وزیر اعظم | ۱۲۰۸ ه‍. ق                      | ۱ ذیحجهٔ ۱۲۱۵ ه‍.ق              | آقامحمد خان   |
| ۱     | حاج ابراهیم کلانتر | حاج ابراهیم خان اعتمادالدولهٔ شیرازی | وزیر اعظم | ۱۲۰۸ ه‍. ق                      | ۱ ذیحجهٔ ۱۲۱۵ ه‍.ق              | فتح‌علی شاه    |
| ۲     | میرزا محمدشفیع مازندرانی | میرزا محمدشفیع مازندرانی (اصفهانی) (اعتمادالدوله، صدراعظم) | وزیر اعظم (۱۲۱۵–۱۲۲۲ یا ۱۲۲۴ ه‍.ق) صدراعظم (۱۲۲۲ یا ۱۲۲۴–۱۲۳۴ ه‍.ق) وزیر اول (۱۲۲۱–۱۲۳۴ ه‍.ق) | ۱ ذیحجهٔ ۱۲۱۵ ه‍.ق               | ۱۹ رمضان ۱۲۳۴ ه‍.ق             |               |
| ۳     | محمدحسین صدر اصفهانی | حاج محمدحسین خان صدراعظم اصفهانی (نظام‌الدوله) | صدراعظم | ۱۲۳۴ ه‍.ق                       | صفر ۱۲۳۹ ه‍.ق                  |               |
| ۴     | عبدالله خان امین‌الدوله | عبدالله خان امین‌الدوله | ؟ | صفر ۱۲۳۹ ه‍.ق                   | شوال ۱۲۴۰ ه‍.ق                 |               |
| ۵     | الله‌یار خان آصف‌الدوله | الله‌یار خان آصف‌الدوله (دَوَلّوی قاجار) | صدراعظم | شوال ۱۲۴۰ ه‍.ق                  | ۵ رمضان ۱۲۴۳ ه‍.ق              |               |
| (۴)   | عبدالله خان امین‌الدوله | عبدالله خان امین‌الدوله | ؟ | ۵ رمضان ۱۲۴۳ ه‍.ق               | ۱۹ جمادی‌الثانی ۱۲۵۰ ه‍.ق       |               |
| ۶     | میرزا ابوالقاسم قائم‌مقام فراهانی | میرزا ابوالقاسم قائم‌مقام فراهانی | ؟ | رمضان ۱۲۵۰ ه‍.ق                 | ۲۹ صفر ۱۲۵۱ ه‍.ق               | محمد شاه      |
| ۷     | حاج میرزا آقاسی | حاج میرزا آقاسی (عباس بیات ایروانی) | شخص اول ایران | ربیع‌الاول ۱۲۵۱ ه‍.ق             | ۲۲ ذیقعدهٔ ۱۲۶۴ ه‍.ق            | محمد شاه      |
| ۸     | امیرکبیر | میرزا تقی خان فراهانی (امیرکبیر) | شخص اول ایران | ۲۲ ذیقعدهٔ ۱۲۶۴ ه‍.ق             | ۱۸ محرم ۱۲۶۸ ه‍.ق              | ناصرالدین شاه |
| ۹     | میرزا آقاخان نوری | میرزا آقاخان اعتمادالدولهٔ نوری (میرزا نصرالله خان نوری) | صدراعظم | جمعه ۲۲ محرم ۱۲۶۸ ه‍.ق          | ۲۰ محرم ۱۲۷۵ ه‍.ق              | ناصرالدین شاه |
| ۱۰    | میرزا جعفر خان مشیرالدوله | میرزا جعفر خان مشیرالدوله (میرزا سید جعفر حسینی) | رئیس شورای دولت (مقامی صرفاً تشریفاتی) | ۶ صفر ۱۲۷۵ ه‍.ق                 | جمادی‌الثانی ۱۲۷۹ ه‍.ق          | ناصرالدین شاه |
| —     | وقفه | وقفه | وقفه | جمادی‌الثانی ۱۲۷۹ ه‍.ق           | ۲۵ شوال ۱۲۸۱ ه‍.ق              | ناصرالدین شاه |
| ۱۱    | میرزا محمد خان سپهسالار | میرزا محمد خان سپهسالار (دَوَلّوی قاجار) | ؟ | ۲۵ شوال ۱۲۸۱ ه‍.ق               | ۲ صفر ۱۲۸۳ ه‍.ق                | ناصرالدین شاه |
| —     | وقفه | وقفه | وقفه | ۲ صفر ۱۲۸۳ ه‍.ق                 | ۱۵ جمادی‌الثانی ۱۲۸۴ ه‍.ق       | ناصرالدین شاه |
| ۱۲    | میرزا یوسف آشتیانی | میرزا یوسف آشتیانی (مستوفی‌الممالک) | رئیس‌الوزرا وزیر اول | ۱۵ جمادی‌الثانی ۱۲۸۴ ه‍. ق       | ۲۹ شعبان ۱۲۸۸ ه‍.ق             | ناصرالدین شاه |
| ۱۳    | میرزا حسین خان سپهسالار | میرزا حسین خان سپهسالار (مشیرالدوله) | صدراعظم | ۲۹ شعبان ۱۲۸۸ ه‍.ق              | ۲۱ رجب ۱۲۹۰ ه‍.ق               | ناصرالدین شاه |
| —     | از ۱۲۹۰ تا ۱۲۹۵ ه‍.ق میرزا حسین خان سپهسالار (وزیر خارجه و وزیر جنگ) و میرزا یوسف آشتیانی (وزیر داخله و وزیر مالیه) به عنوان وزیران مسئول، بخش مهمی از وظایف صدراعظم را عهده‌دار بودند. از ۱۲۹۵ ه‍. ق کامران میرزا نایب‌السلطنه به این جمع افزوده شد. با برکناری میرزا حسین خان سپهسالار در ۱۲۹۷ ه‍. ق، میرزا یوسف آشتیانی عهده‌دار امور صدارت عظمی بود؛ هر چند که رسماً لقب صدراعظم نداشت. در ۱۳۰۱ ه‍. ق، میرزا یوسف آشتیانی رسماً لقب صدراعظم گرفت. | از ۱۲۹۰ تا ۱۲۹۵ ه‍.ق میرزا حسین خان سپهسالار (وزیر خارجه و وزیر جنگ) و میرزا یوسف آشتیانی (وزیر داخله و وزیر مالیه) به عنوان وزیران مسئول، بخش مهمی از وظایف صدراعظم را عهده‌دار بودند. از ۱۲۹۵ ه‍. ق کامران میرزا نایب‌السلطنه به این جمع افزوده شد. با برکناری میرزا حسین خان سپهسالار در ۱۲۹۷ ه‍. ق، میرزا یوسف آشتیانی عهده‌دار امور صدارت عظمی بود؛ هر چند که رسماً لقب صدراعظم نداشت. در ۱۳۰۱ ه‍. ق، میرزا یوسف آشتیانی رسماً لقب صدراعظم گرفت. | از ۱۲۹۰ تا ۱۲۹۵ ه‍.ق میرزا حسین خان سپهسالار (وزیر خارجه و وزیر جنگ) و میرزا یوسف آشتیانی (وزیر داخله و وزیر مالیه) به عنوان وزیران مسئول، بخش مهمی از وظایف صدراعظم را عهده‌دار بودند. از ۱۲۹۵ ه‍. ق کامران میرزا نایب‌السلطنه به این جمع افزوده شد. با برکناری میرزا حسین خان سپهسالار در ۱۲۹۷ ه‍. ق، میرزا یوسف آشتیانی عهده‌دار امور صدارت عظمی بود؛ هر چند که رسماً لقب صدراعظم نداشت. در ۱۳۰۱ ه‍. ق، میرزا یوسف آشتیانی رسماً لقب صدراعظم گرفت. | ۱۲۹۰ ه‍.ق                       | ۱۲۹۷ ه‍.ق                      | ناصرالدین شاه |
| —     | میرزا یوسف آشتیانی | میرزا یوسف آشتیانی | وزیر اعظم داخله و مالیه | ۱۲۹۷ ه‍.ق                       | ۱۳۰۱ ه‍.ق                      | ناصرالدین شاه |
| (۱۲)  | میرزا یوسف آشتیانی | میرزا یوسف آشتیانی | صدراعظم | سه‌شنبه ۲۹ شعبان ۱۳۰۱ ه‍.ق       | ۳ رجب ۱۳۰۳ ه‍.ق                | ناصرالدین شاه |
| —     | میرزا علی‌اصغر خان امین‌السلطان | میرزا علی‌اصغر خان امین‌السلطان | کفیل (وزیر اعظم داخله و مالیه و دربار اعظم) | ۳ رجب ۱۳۰۳ ه‍.ق                 | ۱۳۰۶ ه‍.ق                      | ناصرالدین شاه |
| ۱۴    | میرزا علی‌اصغر خان امین‌السلطان | میرزا علی‌اصغر خان امین‌السلطان | وزیر اعظم (۱۳۰۶–۷ رجب ۱۳۱۰ ه‍.ق) صدراعظم (۷ رجب ۱۳۱۰–۱۶ جمادی‌الثانی ۱۳۱۴ ه‍.ق) | ۱۳۰۶ ه‍. ق                      | ۱۶ یا ۱۸ جمادی‌الثانی ۱۳۱۴ ه‍.ق | ناصرالدین شاه |
| ۱۴    | میرزا علی‌اصغر خان امین‌السلطان | میرزا علی‌اصغر خان امین‌السلطان | وزیر اعظم (۱۳۰۶–۷ رجب ۱۳۱۰ ه‍.ق) صدراعظم (۷ رجب ۱۳۱۰–۱۶ جمادی‌الثانی ۱۳۱۴ ه‍.ق) | ۱۳۰۶ ه‍. ق                      | ۱۶ یا ۱۸ جمادی‌الثانی ۱۳۱۴ ه‍.ق | مظفرالدین شاه |
| —     | کابینهٔ بدون صدراعظم (پس از برکناری علی‌اصغر خان امین‌السلطان در جمادی‌الثانی ۱۳۱۴ ه‍.ق کابینه‌ای بدون صدراعظم تشکیل گردید که در آن علی‌قلی خان مخبرالدوله «وزیر داخله» و مسئول «ادارهٔ خزانهٔ مبارکه و ضرابخانه»، عبدالحسین میرزا فرمانفرما «وزیر جنگ»، محسن خان مشیرالدوله [مظاهر] «وزیر خارجه»، عباس میرزا ملک‌آرا «وزیر عدلیه و تجارت»، میرزا عبدالوهاب خان نظام‌الملک «وزیر مالیه»، میرزا محمود خان حکیم‌الملک «وزیر ابنیه»، میرزا نصرالله خان مشیرالملک «وزیر لشکر»، محمدولی خان نصرالسلطنهٔ امیرتومان «وزیر گمرک»، میرزا محمد خان اقبال‌الدوله «وزیر خالصه و فلاحت»، میرزا نصرالله خان زنبورکچی‌باشی «وزیر پلیس» و میرزا ابوالقاسم خان ناصرالملک «وزیر قورخانه» بود. همچنین غلامحسین خان امین خلوت وزیر مخصوص «وزیر دربار اعظم» و میرزا فضل‌الله خان وکیل‌الملک «وزیر خلوت همایون» [رئیس دفتر] شدند. چهار ماه بعد مخبرالدوله به دلیل دخالت‌های فرمانفرما در حوزهٔ اختیاراتش استعفا داد) | کابینهٔ بدون صدراعظم (پس از برکناری علی‌اصغر خان امین‌السلطان در جمادی‌الثانی ۱۳۱۴ ه‍.ق کابینه‌ای بدون صدراعظم تشکیل گردید که در آن علی‌قلی خان مخبرالدوله «وزیر داخله» و مسئول «ادارهٔ خزانهٔ مبارکه و ضرابخانه»، عبدالحسین میرزا فرمانفرما «وزیر جنگ»، محسن خان مشیرالدوله [مظاهر] «وزیر خارجه»، عباس میرزا ملک‌آرا «وزیر عدلیه و تجارت»، میرزا عبدالوهاب خان نظام‌الملک «وزیر مالیه»، میرزا محمود خان حکیم‌الملک «وزیر ابنیه»، میرزا نصرالله خان مشیرالملک «وزیر لشکر»، محمدولی خان نصرالسلطنهٔ امیرتومان «وزیر گمرک»، میرزا محمد خان اقبال‌الدوله «وزیر خالصه و فلاحت»، میرزا نصرالله خان زنبورکچی‌باشی «وزیر پلیس» و میرزا ابوالقاسم خان ناصرالملک «وزیر قورخانه» بود. همچنین غلامحسین خان امین خلوت وزیر مخصوص «وزیر دربار اعظم» و میرزا فضل‌الله خان وکیل‌الملک «وزیر خلوت همایون» [رئیس دفتر] شدند. چهار ماه بعد مخبرالدوله به دلیل دخالت‌های فرمانفرما در حوزهٔ اختیاراتش استعفا داد) | کابینهٔ بدون صدراعظم (پس از برکناری علی‌اصغر خان امین‌السلطان در جمادی‌الثانی ۱۳۱۴ ه‍.ق کابینه‌ای بدون صدراعظم تشکیل گردید که در آن علی‌قلی خان مخبرالدوله «وزیر داخله» و مسئول «ادارهٔ خزانهٔ مبارکه و ضرابخانه»، عبدالحسین میرزا فرمانفرما «وزیر جنگ»، محسن خان مشیرالدوله [مظاهر] «وزیر خارجه»، عباس میرزا ملک‌آرا «وزیر عدلیه و تجارت»، میرزا عبدالوهاب خان نظام‌الملک «وزیر مالیه»، میرزا محمود خان حکیم‌الملک «وزیر ابنیه»، میرزا نصرالله خان مشیرالملک «وزیر لشکر»، محمدولی خان نصرالسلطنهٔ امیرتومان «وزیر گمرک»، میرزا محمد خان اقبال‌الدوله «وزیر خالصه و فلاحت»، میرزا نصرالله خان زنبورکچی‌باشی «وزیر پلیس» و میرزا ابوالقاسم خان ناصرالملک «وزیر قورخانه» بود. همچنین غلامحسین خان امین خلوت وزیر مخصوص «وزیر دربار اعظم» و میرزا فضل‌الله خان وکیل‌الملک «وزیر خلوت همایون» [رئیس دفتر] شدند. چهار ماه بعد مخبرالدوله به دلیل دخالت‌های فرمانفرما در حوزهٔ اختیاراتش استعفا داد) | ۱۶ یا ۱۸ جمادی‌الثانی ۱۳۱۴ ه‍.ق  | سه‌شنبه ۳ ذیقعدهٔ ۱۳۱۴ ه‍.ق      |               |
| ۱۵    | علی امین‌الدوله | میرزا علی خان امین‌الدوله | رئیس‌الوزرا (۳ ذیقعدهٔ ۱۳۱۴–۸ ربیع‌الاول ۱۳۱۵ ه‍.ق) وزیر اعظم (۸ ربیع‌الاول ۱۳۱۵–رجب ۱۳۱۵ ه‍.ق) صدراعظم (رجب ۱۳۱۵–۱۵ محرم ۱۳۱۶ ه‍.ق) | سه‌شنبه ۳ ذیقعدهٔ ۱۳۱۴ ه‍. ق      | یکشنبه ۱۵ محرم ۱۳۱۶ ه‍.ق       |               |
| ۱۶    | محسن مظاهر | میرزا محسن خان مشیرالدوله (مظاهر) | رئیس‌الوزرا (رئیس مجلس شورای دولتی) | ۱۵ محرم ۱۳۱۶ ه‍.ق               | پنجشنبه ۲۲ ربیع‌الاول ۱۳۱۶ ه‍.ق |               |
| (۱۴)  | میرزا علی‌اصغر خان امین‌السلطان | میرزا علی‌اصغر خان امین‌السلطان (اتابک) | صدراعظم | پنجشنبه ۲۲ ربیع‌الاول ۱۳۱۶ ه‍. ق | ۲۲ جمادی‌الثانی ۱۳۲۱ ه‍.ق       |               |
| —     | کابینهٔ بدون صدراعظم (اعضای این کابینه عبارت بودند از: عبدالمجید میرزا عین‌الدوله [وزیر داخله، حاکم تهران و خالصه و رئیس کالسکه‌خانه و طویله]، وجیه‌الله میرزا سپهسالار [وزیر جنگ]، محسن خان مشیرالدوله [وزیر امور خارجه] و احمد خان مشیرالسلطنه [وزیر خزانه و مالیه]، عبدالوهاب خان نظام‌الملک [وزیر عدلیه]، میرزا محمدحسین آشتیانی [وزیر دفتر]، حسینقلی خان مخبرالدوله [وزیر تلگراف]، میرزا محمود خان مدیرالدوله [وزیر لشکر، برادر مشیرالسلطنه]، فضل‌الله خان وکیل‌الملک [وزیر تجارت]، حاجی امین‌السلطان [وزیر محاسبه]، جعفرقلی خان نیرالملک [وزیر علوم] و مسیو ژوزف نوز [وزیر گمرکات]) | کابینهٔ بدون صدراعظم (اعضای این کابینه عبارت بودند از: عبدالمجید میرزا عین‌الدوله [وزیر داخله، حاکم تهران و خالصه و رئیس کالسکه‌خانه و طویله]، وجیه‌الله میرزا سپهسالار [وزیر جنگ]، محسن خان مشیرالدوله [وزیر امور خارجه] و احمد خان مشیرالسلطنه [وزیر خزانه و مالیه]، عبدالوهاب خان نظام‌الملک [وزیر عدلیه]، میرزا محمدحسین آشتیانی [وزیر دفتر]، حسینقلی خان مخبرالدوله [وزیر تلگراف]، میرزا محمود خان مدیرالدوله [وزیر لشکر، برادر مشیرالسلطنه]، فضل‌الله خان وکیل‌الملک [وزیر تجارت]، حاجی امین‌السلطان [وزیر محاسبه]، جعفرقلی خان نیرالملک [وزیر علوم] و مسیو ژوزف نوز [وزیر گمرکات]) | کابینهٔ بدون صدراعظم (اعضای این کابینه عبارت بودند از: عبدالمجید میرزا عین‌الدوله [وزیر داخله، حاکم تهران و خالصه و رئیس کالسکه‌خانه و طویله]، وجیه‌الله میرزا سپهسالار [وزیر جنگ]، محسن خان مشیرالدوله [وزیر امور خارجه] و احمد خان مشیرالسلطنه [وزیر خزانه و مالیه]، عبدالوهاب خان نظام‌الملک [وزیر عدلیه]، میرزا محمدحسین آشتیانی [وزیر دفتر]، حسینقلی خان مخبرالدوله [وزیر تلگراف]، میرزا محمود خان مدیرالدوله [وزیر لشکر، برادر مشیرالسلطنه]، فضل‌الله خان وکیل‌الملک [وزیر تجارت]، حاجی امین‌السلطان [وزیر محاسبه]، جعفرقلی خان نیرالملک [وزیر علوم] و مسیو ژوزف نوز [وزیر گمرکات]) | ۲۲ جمادی‌الثانی ۱۳۲۱ ه‍.ق        | ۵ ذیقعدهٔ ۱۳۲۱ ه‍.ق             |               |
| ۱۷    | عبدالمجید عین‌الدوله | عبدالمجید میرزا عین‌الدوله (اتابک) | وزیر اعظم (۵ ذیقعدهٔ ۱۳۲۱–۱۴ جمادی‌الثانی ۱۳۲۲ ه‍.ق) صدراعظم (۱۴ جمادی‌الثانی ۱۳۲۲–۷ جمادی‌الثانی ۱۳۲۴ ه‍.ق) | ۵ ذیقعدهٔ ۱۳۲۱ ه‍.ق              | ۷ جمادی‌الثانی ۱۳۲۴ ه‍.ق        |               |
| ۱۸    | نصرالله مشیرالدوله | میرزا نصرالله خان مشیرالدوله | رئیس‌الوزرا (دوشنبه ۸ جمادی‌الثانی ۱۳۲۴–۱۰ جمادی‌الثانی ۱۳۲۴ ه‍.ق) صدراعظم (۱۰ جمادی‌الثانی ۱۳۲۴–محرم ۱۳۲۵ ه‍.ق) | ۳۰ ژوئیهٔ ۱۹۰۶ م               | ۷ مارس ۱۹۰۷ م                |               |
| ۱۸    | نصرالله مشیرالدوله | میرزا نصرالله خان مشیرالدوله | رئیس‌الوزرا (دوشنبه ۸ جمادی‌الثانی ۱۳۲۴–۱۰ جمادی‌الثانی ۱۳۲۴ ه‍.ق) صدراعظم (۱۰ جمادی‌الثانی ۱۳۲۴–محرم ۱۳۲۵ ه‍.ق) | ۸ جمادی‌الثانی ۱۳۲۴ ه‍. ق        | محرم ۱۳۲۵ ه‍.ق                 |               |

## یادداشت
1. ↑  بر پایهٔ کتاب دستور الوزراء:

  - سرجون بن منصور رومی ← معاویه، یزید
  - صفین احول ← مروان بن حکم
  - حفص بن ذویب ← عبدالملک بن مروان
  - قعقاع بن جلیل ← ولید بن مروان
  - لیث بن ابی‌رقیه ← سلیمان بن عبدالملک
  - سلیمان بن نعیم ← عبدالعزیز بن مروان
  - اسمامة بن زید ← یزید بن عبدالملک
  - عالم ← هشام بن عبدالملک
  - سعید بن عبدالملک بن سعید بن عبدالملک ← ولید بن یزید
  - سلیمان بن سعید ← یزید بن ولید
  - ابوجعده ← مروان دوم (و بعدها سفاح عباسی)
  - عبدالحمید ← مروان دوم

بر پایهٔ کتاب تاریخ طبری:

  - عبیدالله بن اوس غسانی (دبیر نامه‌ها)، سرجون بن منصور رومی (دبیر دیوان خراج)، عبدالرحمن بن دراج، عبیدالله بن نصر بن حجاج (دبیر برخی از دیوان‌ها) ← معاویه
  - ریان بن مسلم (دبیر)، سرجون بن منصور رومی (دبیر دیوان)، ابوالزعیزعه ← معاویه دوم
  - ابواسحاق قبیصة بن ذویب خزاعی (دبیر)، ابوالزعیزعه (دبیر دیوان رسائل) ← عبدالملک بن مروان
  - قعقاع بن خالد عبسی (یا قعقاع بن خلید عبسی) (دبیر)، سلیمان بن سعد خشنی (دبیر دیوان خراج)، شعیب عمانی (دبیر دیوان خاتم)، جناح (دبیر دیوان رسائل)، نضیب بن ذویب (دبیر دیوان مستغلات) ← ولید بن مروان
  - سلیمان بن نعیم حمیری ← سلیمان بن عبدالملک
  - سمیع (دبیر)، لیث بن ابی‌رقیه (دبیر دیوان رسائل)، سلیمان بن سعد خشنی (دبیر دیوان خراج)، نعیم بن سلامه (دبیر دیوان خاتم)، رجاء بن حبوه (دبیر دیوان خاتم به قولی دیگر) ← مسلمه (شایان ذکر است که او خلیفه نبوده‌است)
  - مغیرة بن ابی‌فروه ← یزید بن مهلب (شایان ذکر است که او خلیفه نبوده‌است)
  - لیث بن ابی‌فروه (دبیر)، رجاء بن حبوه (دبیر)، اسماعیل بن ابی‌حکیم، سلیمان بن سعد خشنی (دبیر دیوان خراج)، صالح بن جبیر غسانی (یا غدانی، دبیر دیوان خراج)، عدی بن صباح (دبیر دیوان خراج)، هیثم بن عدی (دبیر) ← عمر بن عبدالعزیز
  - اسامة بن یزید سلیحی ← یزید بن عبدالملک
  - ابومجاشع سعید بن ولید کلبی، نصر بن سیار (دبیر دیوان خراج خراسان)، شعیب بن دینار ← هشام بن عبدالملک
  - بکیر بن شماخ، سالم (دیوان رسائل)، عبدالله بن ابی‌عمرو (یا عبدالاعلی بن ابی‌عمرو)، عمرو بن عتبه (دبیر حضور) ← ولید بن یزید
  - عبدالله بن نعیم، عمرو بن حارث (دبیر دیوان خاتم)، ثابت بن سلیمان خشنی (دبیر دیوان رسائل)، ربیع بن عرعره خشنی (دبیر دیوان رسائل به قولی دیگر)، نضر بن عمر (دبیر دیوان خراج و دیوان خاتم صغیر)، ابراهیم بن ولید بن ابی‌جمعه (دبیر دیوان فلسطین) ← یزید بن ولید
  - عبدالحمید بن یحیی، عثمان بن قیس (دبیر دیوان رسائل)، ابوهاشم مخلد بن محمد بن حارث، ابوموسی مصعب بن ربیع خثعمی ← مروان دوم
2. ↑  دستور الوزراء از دو وزیر دیگر سفاح به نام‌های ابوالجهم بن عطیه و حمید بن قحطبه یاد کرده‌است.
3. ↑  دستور الوزراء از وزیری دیگر به نام خالد بن سلیمان یاد نموده‌است که به منصور خدمت می‌کرده‌است.
4. ↑  دستور الوزراء از وزیری دیگر به نام ابوخالد احول یاد نموده‌است که به مهدی خدمت می‌کرده‌است.
5. ↑  در برخی منابع به صورت «ابوعبدالله یعقوب بن داود بن طهمان فارسی» و در برخی دیگر «ابوعبدالله یعقوب بن داود بن عمر سلمی» آمده‌است.
6. ↑  فرزندان او نیز در دولت عباسی عهده‌دار مقام‌هایی بودند و از این قرارند: جعفر بن یحیی برمکی، فضل بن یحیی برمکی، محمد بن یحیی برمکی و موسی بن یحیی برمکی
7. ↑  دستور الوزراء از دو تن دیگر به نام‌های ابوالوزیر و موسی بن عبدالملک به عنوان وزیران متوکل یاد نموده‌است.
8. ↑  دستور الوزراء از احمد بن صالح بن شیرزاد به عنوان یکی از وزیران مستعین یاد کرده‌است.
9. ↑  در برخی منابع از محمد بن سوارف بغدادی نیز به عنوان وزیر معتز یاد شده‌است.
10. ↑  در برخی منابع از وزارت ابن مدبر (ابواسحاق [ابویُسر] ابراهیم بن محمد بن عبیدالله بن مدبر) در سال ۲۶۹ ه‍.ق یاد شده‌است.
11. ↑  در این دوره قاهر به مدت کوتاهی به قدرت می‌رسد و به ابن مقله پیشنهاد وزارت می‌کند؛ ولی او نمی‌پذیرد از همین رو هنگامی که مقتدر دوباره به قدرت می‌رسد او را دیگر بار وزیر می‌کند.
12. ↑  تا رسیدن ابن مقله به پایتخت «ابوالقاسم عبیدالله بن محمد کَلْوَذانی» عهده‌دار امور شد.
13. ↑  پسر ابوالحسین قاسم بن عبیدالله و برادر عمیدالدوله حسین بن قاسم
14. ↑  در برخی منابع از ابن رائق به عنوان وزیر خلیفه یاد شده‌است.
15. ↑  در برخی منابع از احمد بن فضل بن عبدالرحمان سامری به عنوان وزیر مستکفی یاد شده‌است.
16. ↑  در برخی منابع از ابوالقاسم حسین بن علی بن حسین مغربی به عنوان وزیر قادر یاد شده‌است.
17. ↑  در برخی منابع از ابوالقاسم هبةالله بن علی بن جعفر بن ماکولا (عجلی) به عنوان وزیر قائم یاد شده‌است.
18. ↑  در ۴۶۹ ه‍.ق برکنار شد؛ ولی دوباره بر سر کار برگشت.
19. ↑  در برخی منابع او را با «ابوالمعالی نَحّاس اصفهانی» اشتباه کرده‌اند.
20. ↑  در برخی منابع به جای او نام پدرش یعنی ربیب‌الدوله ابومنصور به عنوان وزیر مستظهر آمده‌است. باید توجه داشت که این دو، پسر و نوهٔ «ابوشجاع روذراوری» هستند.
21. ↑  دستور الوزراء از وزیری با نام شهاب‌الدین اسفراینی نام می‌برد که به راشد خدمت می‌کرده‌است؛ ولی نام آن در دیگر منابع یافت نشد.
22. ↑  نباید او را با ابوالبرکات هبةالله بن علی ابن ملکا البلدی اشتباه کرد.
23. ↑  در این مدت به ترتیب «ابن صاحب» (۵۷۵–۵۸۲ ه‍.ق) استاذالدار بود و پس از قتل او «ابن الدریج» (۵۸۲–شوال ۵۸۳ ه‍.ق) به نیابت وزارت رسید. البته ابن صاحب از ۵۷۱ تا ۵۷۵ ه‍.ق استاذالدار خلیفه مستضی نیز بود.
24. ↑  در برخی منابع نام کوچک او «عبیدالله» آمده‌است. در جنگ با طغرل سوم شکست خورد و برکنار شد.
25. ↑  در برخی منابع نام او بدین صورت است: «نقیب‌الطالبین ابومحمد نصر بن مهدی بن حسن نیشابوری»
26. ↑  در بسیاری از منابع متأخرتر از ابوعبدالله محمد بن احمد جیهانی به عنوان وزیر سامانیان یاد شده‌است ولی در سفرنامهٔ «ابن فضلان» (آغاز سفر در پنجشنبه ۱۱ صفر ۳۰۹ ه‍.ق) که منبعی دست اول به‌شمار می‌رود و شخصاً این دولتمرد سامانی را دیده‌است از او با لقب «شیخ‌العمید» یاد کرده و او را کاتب (دبیر) دانسته‌است. (تاریخ بخارا [حواشی و تعلیقات]، صفحهٔ ۳۲۰)
27. ↑  در صفحهٔ ۳۲۱ بخش حواشی و تعلیقات «تاریخ بخارا» ویراستهٔ محمدتقی مدرس رضوی به نقل از کتاب «ارشاد الاریب» اثر یاقوت حموی آغاز وزارت ابوعبدالله محمد بن احمد جیهانی را جمادی‌الآخر ۳۰۱ ه‍.ق ذکر شده‌است. در همین صفحه این بار نه به نقل از جایی نوشته شده که ظاهراً پایان وزارت او در ۳۰۹ ه‍.ق بوده و پس از او عتبی به جایش نشسته‌است. این مطلب با دیگر نوشته‌های تاریخی همخوانی ندارد. باید توجه داشت که چند تن از خاندان جیهانی و عتبی به وزارت رسیده‌اند و تنها عتبی‌ای که جانشین کسی از خاندان جیهانی شده‌است، «ابوالحسین عبیدالله بن احمد عتبی» است که در ربیع‌الثانی ۳۶۷ ه‍.ق جانشین «ابوعبدالله احمد بن محمد جیهانی» (نوهٔ ابوعبدالله محمد بن احمد جیهانی) شده‌است.
28. ↑  این که دقیقاً از چه زمانی سمت وزیر در دیوانسالاری سامانیان ایجاد شده‌است به درستی دانسته نیست و نیاز به پژوهش بیشتر دارد ولی با توجه به سفرنامهٔ ابن فضلان، ابوعبدالله محمد بن احمد جیهانی کاتب (دبیر) بوده‌است.
29. ↑  یا ابوذر محمد بن یوسف عامری نیشابوری و او پدر فیلسوف نامدار ابوالحسن محمد عامری است.
30. ↑  گردیزی در زین‌الاخبار (تاریخ گردیزی) تاریخ مرگ ابوعلی محمد بن محمد بلعمی را جمادی‌الثانی ۳۶۳ ه‍.ق آورده‌است. ابونصر محمد عتبی در ذکر رخدادهای ۳۸۲ ه‍.ق از ابوعلی بلعمی یاد کرده‌است. آشکار نیست که این ابوعلی بلعمی همان وزیر عبدالملک یکم و منصور یکم است و گردیزی در ذکر تاریخ مرگ او اشتباه کرده‌است یا این که فردی دیگر از خاندان بلعمی با کنیهٔ ابوعلی است.
31. ↑  به نوشتهٔ «دانشنامهٔ جهان اسلام» درآیند «جیهانی خاندان» برخی نام این فرد را که در «تاریخ گردیزی» آمده‌است به اشتباه جیهانی خوانده‌اند و احتمال داده‌اند فرزند «ابوعبدالله احمد بن محمد جیهانی» باشد.
32. ↑  او پیشینهٔ وزارت اسفار بن شیرویه را نیز داشته‌است.
33. ↑  در «رسائل خوارزمی» نوشتهٔ ابوبکر محمد بن عباس خوارزمی نامه‌ای به وزیر صاحب جرجان (گرگان) به نام «ابی‌عمر المنکدری» درج شده‌است که به نظر می‌رسد این فرد وزیر قابوس بن وشمگیر بوده‌است.
34. ↑  تا رسیدنش به پایتخت ابوالریان احمد بن محمد اصفهانی عهده‌دار امور بود.
35. ↑  برادر سلطان‌الدوله یعنی «قوام‌الدوله ابوالفوارس شیردل دیلمی» از سوی او فرمانروای کرمان گردید و مدتی نیز در برابر سلطان‌الدوله طغیان نمود؛ ولی سرانجام به اطاعتش درآمد. وزیر قوام‌الدوله فردی به نام ابومنصور حسن بن علی فسوی بود.
36. ↑  دست کم از ۴۳۶ ه‍.ق وزیر بوده‌است.
37. ↑  نام این وزیر در اغلب منابع «ابوالقاسم مطهر بن عبدالله» است ولی در مقالهٔ «تاریخ ملوک هرمز از آغاز تا تشکیل دولت صفوی» به صورت «ابوالقاسم مطهر بن محمد بن عبدالله کازرونی» آمده‌است که به نظر می‌رسد کامل‌تر و دقیق‌تر باشد. شایان ذکر است که عضدالدوله دو وزیر برگزید. «ابوالقاسم مطهر بن عبدالله» وزیر بغداد بود و «نصر بن هارون نصرانی» وزیر شیراز
38. ↑  ابن اثیر در شرح رخدادهای ۴۱۲ ه‍.ق به «بیان خطبه به نام شرف‌الدوله در بغداد و قتل وزیر او ابی‌غالب» می‌پردازد و مدت وزارت او را هجده ماه و سه روز می‌آورد. همچنین در بیان رخدادهای ۴۱۳ ه‍.ق از به وزارت رسیدن مؤیدالملک رُخَّجی در رمضان ۴۱۳ ه‍.ق یاد می‌کند. او می‌گوید: «همین که ابوغالب کشته شد، مشرف‌الدوله او (مؤیدالملک رخجی) را ملزم به قبول آن مقام کرد و رخجی نمی‌توانست سرپیچی کند.» پس قتل ابوغالب در رمضان ۴۱۳ ه‍.ق یا کمی پیشتر از آن رخ داده‌است و نه در ۴۱۲.
39. ↑  ابن اثیر دستگیری مؤیدالملک رخجی را در رمضان ۴۱۴ ه‍.ق ذکر می‌کند و می‌گوید که مدت وزارت او ۲ سال و ۳ روز بوده‌است که با نوشته‌های پیشین خود او مبنی بر به وزارت رسیدن مؤیدالملک در رمضان ۴۱۳ ه‍.ق هماهنگی ندارد.
40. ↑  ابن اثیر مدت وزارت او را ده ماه و پنج روز نگاشته‌است.
41. ↑  در زمان حکومت مشرف‌الدوله حسن، برادرش جلال‌الدوله پیروزخسرو در بصره حکومت می‌کرد و در این دوران نیز ابوسعد ابن ماکولا وزارت جلال‌الدوله را برعهده داشت.
42. ↑  به مدت ۵۵ روز
43. ↑  ابن اثیر این وزارت را بار پنجم نگاشته‌است.
44. ↑  وی در نبرد با پولادستون ناپدید می‌شود.
45. ↑  این نام مطابق کتاب الوافی بالوفیات نوشتهٔ «صلاح‌الدین خلیل بن ایبک صفدی» می‌باشد؛ ولی ابن اثیر در جلد ۹ «الکامل فی التاریخ» از برکناری وزیری به نام «ابوعبدالله عبدالرحمن بن حسین بن عبدالرحیم» به دست ملک رحیم یاد می‌کند که ظاهراً همین شخص است.
46. ↑  ابن اثیر در «الکامل فی التاریخ» در ذکر رخدادهای سال ۳۲۸ ه‍.ق از مرگ «ابوعبدالله القمی» وزیر رکن‌الدوله و به وزارت رسیدن «ابوالفضل ابن عمید» یاد کرده‌است و هیچ توضیح دیگری دربارهٔ ابوعبدالله القمی نداده‌است. در «سفرنامهٔ ابودُلَف» از «پل خوراذ» یاد شده‌است و آمده‌است که «ابوعبدالله محمد بن احمد القمی» معروف به «شیخ» وزیر آل بویه این پل را تعمیر کرده‌است. بدین ترتیب نباید این فرد را با «ابوعبدالله حسین بن محمد قمی» ملقب به «العمید» وزیر مرداویج و پدر «ابوالفضل ابن عمید» اشتباه گرفت. در جلد ۵ فرهنگ شش‌جلدی فارسی معین درآیند «ابن عمید» آمده که ابوالفضل ابن عمید در ۳۲۸ ه‍.ق جانشین وزیری به نام «ابوعلی ابن قمی» شده‌است.
47. ↑  پدر او «ابوالحسن عباد بن عباس طالقانی» کاتب رکن‌الدوله حسن دیلمی بود.
48. ↑  برخی منابع او را صرفاً صاحب دیوان رسائل سبکتگین می‌دانند.
49. ↑  تجارب السلف یگانه سرچشمهٔ کهنی است که از «ابوالفتح رازی» به عنوان نخستین وزیر طغرل یاد کرده‌است. در این کتاب آمده که ابوالفتح رازی سپس‌تر به وزارت عمادالدوله ابوکالیجار مرزبان دیلمی می‌رسد و سرانجام در ۴۳۹ ه‍.ق برکنار می‌شود. اما کسی که در ۴۳۹ ه‍.ق از مقام وزارت ابوکالیجار مرزبان برکنار می‌شود، «ذوالسعادات ابوالفرج محمد بن جعفر بن محمد بن عباس ابن فسانجس شیرازی» بوده‌است. از همین رو قاعدتاً «ابوالفتح رازی» اشتباه است و درست آن می‌باید «ابوالفرج شیرازی» باشد.
50. ↑  اتابک برکیارق گمش تگین نام داشت.
51. ↑  او پس از برکناری مدتی وزیر «محمد تَپَر» برادر برکیارق می‌شود؛ ولی در ۴۹۵ ه‍.ق یعنی پیش از فرمانروایی مطلق محمد تپر کشته می‌شود.
52. ↑  در برخی منابع کنیهٔ او را «ابوالمظفر» و نامش را «علی» آورده‌اند؛ ولی امیر محمد معزی در شعری چنین گفته‌است:
| فتح و ظفر ز کنیت و نامش طلب که هست |  | بر نام و کنیتش ظفر و فتح را مدار |
که نشانگر این است که کنیه و نامش «ابوالفتح مظفر» می‌باشد.
53. ↑  سلطان سنجر پیش از رسیدن به سلطنت با نام «ملک سنجر» از ۴۹۰ تا ۵۱۱ ه‍.ق از سوی برادرانش «برکیارق» و «محمد» در خراسان حکومت می‌کرد. وزیران او در این مدت «کیا مجیرالملک مؤیدالدین ابوالفتح علی بن حسین اردستانی» (۴۹۰ ه‍.ق)، «فخرالملک نظام‌الدین ابوالفتح مظفر بن نظام‌الملک» (۴۹۰–عاشورای ۵۰۰ ه‍.ق) و «قوام‌الملک صدرالدین محمد بن فخرالملک» (۵۰۰–۵۱۱ ه‍.ق) بودند.
54. ↑  وظیفهٔ وزارت در دربار سلطان سنجر به نیابت او به عهدهٔ ظهیرالدین عبدالعزیز حامدی نیشابوری بود.
55. ↑  او پسر ابوشجاع روذراوری وزیر عباسیان بود. خود ربیب ابومنصور نیز پیش از این مدتی وزیر عباسیان بود.
56. ↑  به پیشنهاد اتابک آقسنقر
57. ↑  به پیشنهاد اتابک بوزابه
58. ↑  به پیشنهاد اتابک بوزابه و تا مرگ بوزابه
59. ↑  او پیش از این وزارت «صاحب موصل» قطب‌الدین مودود را عهده‌دار بود.
60. ↑  سلیمان‌شاه پیش از آن فرمانروایی محلی بود و وزیرانی همچون فخرالدین کاشی (۵۴۷–۵۴۸ ه‍.ق)، و شرف‌الدین خراسانی داشت. همچنین پس از اسارت سلطان سنجر برای مدتی کوتاه به جانشینی او برگزیده شد که ظاهراً در این دوره (۵۴۸–۵۴۹ ه‍.ق) قوام‌الدین حسن بن ناصرالدین وزارت او را بر عهده داشت.
61. ↑  در آغاز ایلدگز و سپس محمد بن ایلدگز اتابک ارسلان‌شاه بودند.
62. ↑  در این مقطع تاریخ‌ها آشفته‌اند و برخی از وزارت «قاضی صدرالدین ابوبکر محمد بن عبدالله بن عبدالرحیم مراغی» (قاضی صدر) یاد می‌کنند.
63. ↑  در این مقطع تاریخ‌ها آشفته‌اند و برخی از وزارت «ابومنصور موریانی» یاد می‌کنند.
64. ↑  میان سال‌های ۶۱۹ تا ۶۲۱ ه‍.ق به دست ناصرالدین قُباچه کشته شد.
65. ↑  میان سال‌های ۶۱۹ تا ۶۲۱ ه‍.ق شمس‌الملک شهاب‌الدین آلپ هروی به دست ناصرالدین قباچه کشته شد و شرف‌الملک فخرالدین علی جندی ادارهٔ امور را بر عهده گرفت، هر چند که هیچ‌گاه رسماً لقب «خواجهٔ جهان» که لقب رسمی وزیران دورهٔ خوارزمشاهان است را به دست نیاورد.
66. ↑  برکناری او در زمان محاصرهٔ هفت‌ماههٔ اخلاط بوده‌است که در ۲۸ جمادی‌الاول ۶۲۷ ه‍.ق به دست جلال‌الدین منکبرنی می‌افتد.
67. ↑  در اصل او یکی از چهار وزیر قوبلای قاآن بود.
68. ↑  ملک جلال‌الدین بن مخلص‌الملک احمد بیابانکی سمنانی (جلالِ مُخْلِص) زیردست بوقا بود.
69. ↑  ایرانیکا پایان نخستین دورهٔ وزارت دستجردانی را صفر ۶۹۵ ه‍.ق آورده‌است؛ ولی باید توجه داشت که بایدو خان (گمارندهٔ دستجردانی) در ذیقعدهٔ ۶۹۴ ه‍.ق کشته شده‌است. همچنین نام کامل او در بیشتر منابع نیامده است؛ ولی باید توجه نمود که قطب‌الدین محمود شیرازی برای این وزیر شرحی بر «حکمة الاشراق» شهاب‌الدین یحیای سهروردی نوشته‌است و نام کامل او را «جمال‌الدین علی بن محمد دستجردانی» آورده‌است. همچنین ابن طِقطَقی نیز در کتاب «الاصیلی فی انساب الطالبین» کنیهٔ او را ابوالحسن آورده‌است.
70. ↑  در کتاب حبیب‌السیر، جلد ۳، صفحهٔ ۱۴۶ آمده‌است که وزارت به صدرالدین احمد خالدی زنجانی رسید ولی این مطلب با تاریخ جامع ایران، جلد ۹، صفحهٔ ۶۴۴ مغایرت دارد. لازم به توضیح است که حبیب‌السیر منبعی دست اول از دورهٔ ایلخانان به‌شمار نمی‌رود.
71. ↑  مطابق نوشتهٔ لغت‌نامهٔ دهخدا در درآیند «احمد خالدی زنجانی» پس از نخستین برکناری جمال‌الدین دستجردانی، صدرالدین احمد خالدی زنجانی برای بار دوم به وزارت می‌رسد. همچنین مطابق نوشتهٔ دانشنامهٔ ایرانیکا در درآیند «جمال‌الدین دستجردانی» پس از برکناری [مَلِک] شرف‌الدین [محمد] [بیابانکی] سمنانی، برای بار دوم جمال‌الدین دستجردانی به وزارت می‌رسد. شایان ذکر است ملک شرف‌الدین محمد بیابانکی سمنانی برادر مخلص‌الملک جلال‌الدین سمنانی (زیردست بوقا در امر صاحب‌دیوانی) و پدر شیخ ابوالمکارم رکن‌الدین علاءالدوله احمد بن محمد بن احمد بیابانکی سمنانی عارف ایرانی می‌باشد.
72. ↑  غازان خان یکم او را همزمان با رشیدالدین فضل‌الله به وزارت برگماشت؛ ولی الجایتو او را برکنار کرد و کشت و تنها رشیدالدین فضل‌الله را به وزارت برگماشت.
73. ↑  در لغت‌نامهٔ دهخدا درآیند «صائن وزیر» از او به عنوان پسر تاج‌الدین علیشاه یاد شده‌است.
74. ↑  فارسنامهٔ ناصری (جلد ۲، صفحهٔ ۱۳۹۲) از نیای او یعنی «خواجه ضیاءالملک فسوی» به عنوان وزیر جلال‌الدین منکبرنی خوارزمشاه یاد کرده‌است؛ ولی مطابق «سرگذشت خوارزمشاهیان به روایت سیرت جلال‌الدین منکبرتی»، «ضیاءالملک علاءالدین محمد بن مودود نسوی (؟فسوی)» عارض لشکر جلال‌الدین منکبرنی بوده‌است. عارض لشکر منصبی معادل رئیس دارایی ارتش می‌باشد.
75. ↑  پشتیبان او امیر علی پادشاه بود.
76. ↑  پشتیبان او امیر شیخ حسن بزرگ (جلایر) بود.
77. ↑  پشتیبان او امیر شیخ حسن بزرگ (جلایر) بود.
78. ↑  سرانجام جلایریان ادعای استقلال می‌کنند. وزیران جلایریان بدین شرح می‌باشند:
  - خواجه نجیب‌الدین (برادر شمس‌الدین زکریا) ← سلطان اویس جلایر
  - خواجه علاءالدین ← سلطان اویس جلایر
  - رکن‌الدین عبدالملک ← سلطان اویس جلایر
  - ؟وجیه‌الدین اسماعیل بن امیر زکریا ← سلطان اویس جلایر
  - خواجه شمس‌الدین زکریا ← سلطان حسین جلایر
  - جمال‌الدین یلغز ← سلطان حسین جلایر
  - تاج‌الدین بن حدید ← سلطان محمد جلایر
  - عبدالکریم بن نجم‌الدین ← سلطان حسین دوم جلایر
79. ↑  او از اعضای خاندان خواجه رشیدالدین فضل‌الله همدانی بود.
80. ↑  پشتیبان او امیر شیخ حسن کوچک (چوپانی) بود.
81. ↑  پشتیبان او امیر شیخ حسن کوچک (چوپانی) بود.
82. ↑  پشتیبان او ملک اشرف چوپانی بود.
83. ↑  پشتیبان او ملک اشرف چوپانی بود.
84. ↑  پشتیبان او ملک اشرف چوپانی بود. در بیشتر منابع از غازان دوم به عنوان ایلخانی یاد می‌شود که در منابع نوشتاری یادی از او نشده‌است و تنها از روی سکه‌هایش شناخته می‌شود. محسن جعفری‌مذهب در مقالهٔ «واپسین ایلخان» توانسته رد او را در دو منبع نوشتاری نشان دهد.
85. ↑  ملک اشرف چوپانی مغلوب جانی بیک شد و برای مدتی تبریز به دست جانی بیک افتاد. در پی مرگ جانی بیک، پسرش بردی بیک که در تبریز بود به پایتخت پدر بازگشت و اخی جوق را در تبریز نهاد.
  - عمادالدین محمود کرمانی و امیر ابوبکر بن خواجه علیشاه (۷۵۹ ه‍.ق) ← اخی جوق
86. ↑  او از ممدوحان خواجوی کرمانی و از نوادگان خواجه نظام‌الملک توسی بود. خواجوی کرمانی «گوهرنامه» را در ۷۴۶ ه‍.ق به نام او سروده‌است. به نظر می‌رسد این تاریخ پس از دوران وزارت او بوده‌است چرا که در «تاریخ آل مظفر» آمده که از ۷۴۲ تا ۷۵۲ ه‍.ق «خواجه برهان‌الدین ابونصر فتح‌الله» وزارت مبارزالدین محمد را عهده‌دار بوده‌است.
87. ↑  فرزند او «سید جلال‌الدین حسین» (جلالِ عضد) از شاعران آن روزگار بوده‌است. برخی منابع او را صرفاً «شحنهٔ فارس» دانسته‌اند. او را نباید با «سید عضد صراف» از شاعران سدهٔ هشتم هجری اشتباه گرفت.
88. ↑  او از ممدوحان خواجوی کرمانی بود.
89. ↑  باید توجه داشت که مبارزالدین محمد در ۷۴۰ ه‍.ق کرمان را گشود و پایتخت گردانید و در ۷۵۴ ه‍.ق شیراز را به تصرف درآورد و پایتخت کرد.
90. ↑  در این دوره وزارت شاه محمود را خواجه صدرالدین محمد اناری عهده‌دار بوده‌است. از دیگران وزیران شاه محمود می‌توان به خواجه تاج‌الدین محمد مشیزی اشاره کرد که تا پایان عمر شاه محمود (۷۷۶ ه‍.ق) بر سر کار بود.
91. ↑  پس از برکناری و حبس او و نیز کور شدن فرزندش «امیر غیاث‌الدین محمود»، توانست از محل حبس (در کرمان) بگریزد به نزد شاه محمود برود و وزیر او شود.
92. ↑  دستور الوزراء از فردی به نام شیخ خسروشاهی به عنوان وزیر میرزا عمر فرزند تیمور یاد کرده‌است.
93. ↑  به نوشتهٔ دستور الوزراء پدر این شخص یعنی «سید زین‌العابدین» نیز در دوران تیمور و شاهرخ به امر وزارت اشتغال داشته‌است.
94. ↑  پیش از فرمانروایی و در دوران والی‌گری الغ بیگ در فرارود فردی به نام خواجه نصیرالدین نصرالله خوافی (؟–۸۴۵ ه‍.ق.) وزارت او را عهده‌دار بود.
95. ↑  طبق نوشتهٔ دستور الوزراء در اوایل حکومت ابوسعید تیموری به وزارت رسیده‌است که باید پیرامون ۸۵۴ ه‍.ق باشد.
96. ↑  یک بار برکنار شد؛ ولی دوباره در ۸۹۲ ه‍.ق به وزارت رسید
97. ↑  پسر «سید زین‌الدین محمود»، بار نخست توسط «خواجه نظام‌الملک» (خواجه قوام‌الدین نظام‌الملک خوافی) برکنار شد؛ ولی پس از مرگ او در ۹۰۳ ه‍.ق دوباره به وزارت رسید. سپس بار دیگر توسط «خواجه افضل‌الدین محمد [کرمانی]» برکنار شد؛ ولی با مرگ او برای بار سوم به وزارت رسید. (حبیب السیر، جلد ۴، صفحهٔ ۳۳۱)
98. ↑  فرزند «مولانا نظام‌الدین شیخ محمود» و خواهرزادهٔ «خواجه شمس‌الدین محمد بن خواجه سیدی احمد شیرازی» (حبیب السیر، جلد ۴، صفحهٔ ۳۰۰)
99. ↑  شمس‌الدین حسین تبریزی پس از برکناری از وزارت جهانشاه و در هنگام شورش حسن‌علی میرزا بر ضد جهانشاه (پدرش)، به عنوان وزیر حسن‌علی میرزا برگزیده شد. سرانجام پس از شکست حسن‌علی میرزا به خواست جهانشاه و به دستور حسن‌علی میرزا کشته شد. (کتاب دیار بکریه، ص ۳۶۰)
100. ↑  او پیش از این سابقهٔ وزارت پیربوداق میرزا برادر حسن‌علی میرزا قراقویونلو را داشته بود.
101. ↑  لقب دینی او را «مسیح‌الدین» نیز ذکر کرده‌اند.
102. ↑  لقب دینی او را «مسیح‌الدین» نیز ذکر کرده‌اند.
103. ↑  او از نیاکان مادری بوداق منشی قزوینی نویسندهٔ جواهر الاخبار بوده‌است.
104. ↑  بایسنغر در خردسالی به فرمانروایی رسید. در آغاز صوفی خلیل بیگ موصلی (موصللو) (ربیع‌الاول ۸۹۶–محرم یا صفر ۸۹۷ ه‍.ق) اتابک او بود. سپس شجاع‌الدین سلیمان بیک بیجن (محرم یا صفر ۸۹۷–شعبان ۸۹۷ ه‍.ق) به مقام اتابکی رسید.
105. ↑  در زمان سلطان رستم ابراهیم بیگ بن دانا خلیل بیگ بن محمد بایندر (آیبه سلطان) از امیران قدرتمند بود و سرانجام نیز خیانت او به پیروزی گوده احمد آق‌قویونلو و کشته شدن سلطان رستم یاری رساند.
106. ↑  وکیل و امیرالامراء
107. ↑  وکیل و امیرالامراء، او در جنگ غجدوان کشته شد.
108. ↑  وکیل، صدرالممالک و امیرالامراء، وی در جنگ چالدران کشته شد.
109. ↑  او سابقهٔ وزارت آق‌قویونلوها را داشت و از نوادگان «شیخ‌الاسلام غیاث‌الدین محمد کججی» بود.
110. ↑  او سابقهٔ وزارت یعقوب آق‌قویونلو را داشت.
111. ↑  در جواهر الاخبار آمده‌است که: «ملک محمود دیلمی که سال‌ها وزارت سلاطین کرده بود وزیر شاه عالم (شاه اسماعیل یکم) شد و چون پیر و ضعیف شده بود اندک ایامی وزارت کرد و رخصت طلبید که در قزوین منزوی باشد و پسرش امیر بیک را وزیر کرد.» بنابراین دورهٔ وزارت او کوتاه بوده‌است. به نوشتهٔ احسن التواریخ نجم‌الدین محمود جان دیلمی در ۹۲۰ ه‍.ق درگذشته است.
112. ↑  در کتاب «تحفهٔ سامی» در معرفی شاه‌میر آمده‌است که: «بعد از برادرش میرک بیک به وزارت صاحبقران مغفور (شاه اسماعیل یکم) رسید و بعد از اندک روزی ترک آن کرده، قناعت ورزید.»
113. ↑  در لغت‌نامهٔ دهخدا در درآیند «ساقی» دربارهٔ او مطالبی نوشته شده‌است. در «احسن التواریخ» صفحهٔ ۱۹۷ آمده‌است که در ۹۲۰ ه‍.ق «نظارت دیوان اعلیٰ» به او سپرده شد؛ ولی در صفحهٔ ۲۳۲ از منصب او با عنوان «امر جلیل‌القدر عظیم‌الشأن وکالت» و «امر دیوان وزارت» یاد شده‌است. توجه شود که در ۹۲۰ ه‍.ق هر دو «وزیر دیوان اعلیٰ» یعنی «امیر زکریای کججی» و «محمود جان دیلمی قزوینی» در گذشته بودند.
114. ↑  در احسن التواریخ صفحهٔ ۲۳۵ آمده‌است که پس از مرگ «میرزا شاه‌حسین اصفهانی»، «خواجه جلال‌الدین محمد خواندامیر تبریزی» قائم‌مقام او شد؛ بنابراین باید منصب او را وکالت و وزارت شمرد. همچنین در صفحهٔ ۲۴۰ از او به عنوان «وزیر مستقل» شاه اسماعیل یکم یاد می‌کند که پس از درگذشت شاه اسماعیل و بر تخت نشستن شاه تهماسب یکم با دیوسلطان روملو درگیری پیدا می‌کند و کشته می‌شود.
115. ↑  تکلوها پس از قتل او کوشیدند فرزندش «شاه قباد تکلو» را به مقام وکالت برسانند که ناکام ماندند. (احسن التواریخ صفحهٔ ۳۱۰)
116. ↑  احسن التواریخ در صفحهٔ ۳۱۳ او و «عبدالله خان استاجلو» را امیرالامراء دانسته‌است؛ ولی در صفحهٔ ۳۳۲ از حسین خان شاملو به عنوان وکیل یاد کرده‌است.
117. ↑  پس از قتل «جلال‌الدین محمد خواندامیر تبریزی» به «نظارت دیوان اعلیٰ» گماشته شد. (احسن التواریخ صفحهٔ ۲۴۲)
118. ↑  احسن التواریخ در صفحهٔ ۲۴۷ منصب او را «نظارت دیوان اعلیٰ» عنوان می‌کند؛ ولی در صفحهٔ ۳۲۰ از او به عنوان «وزیر شاه دین‌پناه» یاد می‌کند که در ۹۳۸ ه‍.ق در رباط نیک‌پی به قتل آمد.
119. ↑  عالم‌آرای عباسی مدت وزارت او را ۶ سال عنوان می‌کند که با نوشته‌های کتاب احسن التواریخ همخوانی ندارد.
120. ↑  شاه تهماسب یکم در ۹۴۰ ه‍.ق مقام وزارت را مشترکاً به «میر عنایت‌الله خوزانی» و «خواجه معین‌الدین یزدی» داد. (جواهر الاخبار صفحهٔ ۳۶۰)
121. ↑  از این چهار تن در احسن التواریخ یادی نشده‌است و تنها در کتاب «عالم‌آرای عباسی» از آنان نام برده شده‌است.
122. ↑  در لغت‌نامهٔ دهخدا در درآیند «امیر تبریزی» دربارهٔ او مطالبی نوشته شده‌است.
123. ↑  در ۹۵۷ ه‍.ق قاضی جهان از منصب وزارت استعفا می‌دهد؛ ولی اندکی بعد پشیمان می‌شود. شاه تهماسب یکم نیز برای این که قاضی جهان دوباره درخواست منصب وزارت ننماید، معصوم بیگ صفوی را به «وکالت و وزارت دیوان اعلیٰ» منصوب می‌نماید. از آن جا که قاضی جهان در ۹۶۰ ه‍.ق در گذشته‌است، تاریخ آغاز تصدی معصوم بیگ صفوی باید میان ۹۵۷ تا ۹۶۰ ه‍.ق باشد.
124. ↑  او زیردست معصوم بیگ صفوی بود و هنگامی که معصوم بیگ به سفر بی‌بازگشت حج رفت برای مدتی عهده‌دار امور گردید.
125. ↑  او وزیری با نام میرزا شاه‌ولی شیرازی (میرزا ابوالولی شیرازی) با لقب اعتمادالدوله برگزید.
126. ↑  در برخی منابع از او به شکل «میرزا محمد وزیر» یاد شده‌است.
127. ↑  میرزا لطف‌الله شیرازی سابقهٔ وزارت حمزه میرزا را داشته بود و با مرگ حمزه میرزا کنار گذاشته شده بود.
128. ↑  ولدِ شاه علی میرزا ابن عبدالله خان استاجلو (عالم‌آرای عباسی، ص ۲۱۹۲)
129. ↑  در این مدت ادارهٔ امور بر عهدهٔ افرادی همچون «کیخسرو خان گرجی» (تفنگچی آقاسی) و «میرزا صادق مستوفی‌الممالک» بود؛ ولی هیچ‌کس به‌طور رسمی به عنوان وزیر اعظم برگزیده نشده بود
130. ↑  تاریخ آغاز وزارت او دقیقاً مشخص نیست. لارنس لُکهارت حدود ۱۱۲۷ ه‍.ق را تاریخ آغاز وزارت او می‌داند.
131. ↑  نامبرده سپس‌تر سردار عراق و مدتی نیز قوللرآقاسی شد.
132. ↑  زبدة التواریخ تاریخ انتصاب محمدعلی خان ولد اصلان خان به وکالت را صفر ۱۱۳۵ ه‍.ق یعنی زمان تاج‌گذاری شاه تهماسب دوم عنوان کرده‌است که این مطلب با متن عالم‌آرای نادری مبنی بر تقدم مرتضی‌قلی خان بر محمدعلی خان در انتصاب به مقام وکالت منافات دارد.
133. ↑  دربارهٔ وزارت او ابهام وجود دارد. زبدة التواریخ در میان همراهان تهماسب میرزا (شاه تهماسب دوم) در هنگام خروج او از اصفهان و رهایی از محاصرهٔ افغانان از شخصی به نام «اسماعیل آقا خواجهٔ جبادارباشی» به عنوان للهٔ تهماسب میرزا یاد کرده‌است؛ ولی پس از آن در ذکر انتصابات پس از تاج‌گذاری شاه تهماسب دوم در قزوین در صفر ۱۱۳۵ ه‍.ق از او یادی نشده و محمدعلی خان مکری به سمت وزیر اعظم برگزیده شده‌است. این در حالی است که در کتاب «تاریخ اجتماعی و سیاسی ایران» نوشتهٔ سعید نفیسی از فرستاده‌ای از سوی شاه تهماسب دوم به دربار روسیه نامبرده می‌شود که اسماعیل بیگ اعتمادالدوله نام دارد. باید توجه داشت که «اعتمادالدوله» در دیوان‌سالاری صفویان لقب انحصاری وزیران اعظم ایران بوده‌است و حتی بعدها نیز حاج ابراهیم شیرازی (وزیر اعظم آقامحمد شاه) و میرزا آقاخان نوری (صدراعظم ناصرالدین شاه) نیز ملقب به اعتمادالدوله شده‌اند. روشن نیست که آیا این سفیر همان للهٔ پیشین شاه تهماسب دوم بوده یا نه و آیا زمانی به وزارت اعظم برگزیده شده‌است یا نه. اسماعیل بیگ اعتمادالدوله عهدنامهٔ ننگین سن پترزبورگ را امضا می‌نماید که به موجب آن قفقاز، گیلان، مازندران و استرآباد به روس‌ها واگذار می‌شود؛ ولی این عهدنامه به تصویب شاه تهماسب دوم نمی‌رسد و اسماعیل بیگ نیز از ترس مجازات تا فرارسیدن مرگش (یعنی ۲۰ سال بعد) در هشترخان (آستراخان) روسیه در پناه روس‌ها می‌ماند.
134. ↑  بنا به نوشتهٔ زبدة التواریخ او در نبردی با افغانان به اسارت آن‌ها در می‌آید. این نبرد در ربیع‌الثانی ۱۱۳۶ ه‍.ق در شاه عبدالعظیم تهران میان افغان‌ها به سرکردگی «امان‌الله خان اعتمادالدوله» (وزیر اعظم محمود هوتکی) و نیروهای شاه تهماسب دوم به سرکردگی میرزا عبدالکریم درمی‌گیرد. با این حال اعتمادالدوله بودن او چندان محل اطمینان نیست زیرا که در کتاب «اشرف افغان بر تختگاه اصفهان:روایت شاهدان هلندی» این شخص مستوفی خاصه دانسته شده‌است و زمان شکست و دستگیری او پس از سرنگونی محمود هوتکی (۱۱۳۷ ه‍.ق) ذکر شده‌است.
135. ↑  او پسر میرزا داود متولی سابق حرم رضوی بود. بدین ترتیب او باید برادر شاه سلیمان دوم بوده باشد.
136. ↑  در زبدة التواریخ آمده که او پسر «میرزا قوام» بوده‌است. آیا منظور «میرزا قوام‌الدین محمد قزوینی» است که سپس‌تر ماده‌تاریخ «الخیر فی ما وقع» (۱۱۴۸ ه‍.ق) را برای تاریخ جلوس نادر شاه وضع کرده‌است؟
137. ↑  در متن زبدة التواریخ انتصاب میرزا مؤمن پس از قتل فتح‌علی خان قاجار ذکر شده‌است و تاریخ دقیق قتل را پنجشنبه ۲۲ صفر ۱۱۳۷ ه‍.ق آورده‌است. این در حالی است که منابع دیگر تاریخ قتل فتح‌علی خان قاجار را ۱۴ صفر ۱۱۳۹ ه‍.ق آورده‌اند. همچنین در «سواد فرمان شاه طهماسب ثانی پس از کشته شدن فتح‌علی خان قاجار» (سازمان اسناد ملی ایران، شمارهٔ تنظیم: ۱۲۰۰۲، شمارهٔ سند: ۷۱) بایگانی‌شده  در ۴ دسامبر ۲۰۱۷ توسط Wayback Machine تاریخ ۱۱۳۹ ه‍.ق ذکر شده‌است.
138. ↑  انتصاب رجب‌علی خان به وزارت اعظم پس از نبرد مورچه‌خورت (۲۰ ربیع‌الثانی ۱۱۴۲ ه‍.ق) و ورود نادر و در پی او شاه تهماسب دوم به اصفهان بوده‌است.
139. ↑  مطابق نوشتهٔ عالم‌آرای نادری (جلد یکم صفحهٔ ۲۳۲) رجب‌علی خان وزیر اعظم شاه تهماسب دوم ۲ ماه پیش از ورود نادر به اصفهان و برکناری شاه تهماسب دوم در گذشت؛ بنابراین تاریخ درگذشت او باید پیرامون محرم ۱۱۴۵ باشد.
140. ↑  باید توجه داشت که در دورهٔ نادر شاه کسی به عنوان وزیر برگزیده نشد. ابراهام گاتوغی‌گوس خلیفهٔ ارمنیان که در مراسم تاج‌گذاری نادر حضور داشته‌است، از برگزیده شدن آقا زمان گرجی به عنوان «مُهردار»، میرزا مؤمن [ابیوردی] به عنوان «فرمان‌نگار» (احتمالاً منشی‌الممالک) و «رئیس مستوفی‌های دربار» (احتمالاً مستوفی‌الممالک) و میرزا مهدی استرآبادی به عنوان «وقایع‌نگار دربار» یاد می‌کند؛ ولی سخنی از برگزیده شدن وزیر نمی‌آورد. همچنین در کتاب «نامه‌نگاری سلطان محمود اول با نادر شاه» دیده می‌شود که در آغاز نادر شاه به‌طور مستقیم به سلطان، صدراعظم و شیخ‌الاسلام عثمانی نامه می‌نوشته‌است؛ ولی سپس‌تر نامه‌هایی از «نصرالله میرزا» (پسر نادر) و «شاهرخ میرزا» (نوهٔ نادر) به صدراعظم‌های عثمانی دیده می‌شود. در این کتاب این دو به عنوان صدراعظم نادر شاه معرفی شده‌اند؛ ولی در منابع ایرانی از نصرالله میرزا به عنوان نایب‌السلطنهٔ نادر شاه (پس از برکناری برادرش رضاقلی میرزا) یاد شده‌است. به نظر می‌رسد در این دوره اگر چه همهٔ قدرت در دست نادر قبضه شده بوده‌است؛ ولی به شکل تشریفاتی نایب‌السلطنه هم‌تراز با صدراعظم عثمانی تلقی می‌شده‌است و نامه‌هایی از نایب‌السلطنهٔ ایران به صدراعظم عثمانی فرستاده شده‌است.
141. ↑  در زمان نادر شاه سمت «وزیر اعظم» حذف شد ولی القابی که پیش از آن یعنی در دورهٔ صفویان به مقاماتی همچون «وزیر اعظم» و «وکیل» داده می‌شد به دو تن از سرداران اعطا شد. تهماسب خان جلایر ملقب به «وکیل‌الدوله» و «امین‌الدوله» و «قاسم خان» ملقب به «اعتمادالدوله»، «معتبرالملک» و «ناظم مناظم» گردیدند.
142. ↑  در برخی منابع نامطمئن از حسن‌علی بیگ بسطامی (معیرباشی) و سهراب خان گرجی گهگاه به عنوان وزیر عادل شاه یاد می‌شود؛ ولی منصب دقیق این دو تن دانسته نیست.
143. ↑  ابراهیم شاه لقب «وکیل‌الدوله» را به میرزا محمدتقی گلستانه (عموی ابوالحسن گلستانه نویسندهٔ مجمل التواریخ بعد نادریه) اعطا کرد. در کتاب «اسناد و مکاتبات تاریخ ایران، دورهٔ افشاریه» (صفحهٔ ۱۷۲) گردآوردهٔ محمدرضا نصیری به نقل از «تاریخ رجال ایران» نوشتهٔ مهدی بامداد، سلیم خان قوتولوی افشار وزیر ابراهیم شاه دانسته شده‌است.
144. ↑  این دوره مربوط به پیش از پادشاهی شاه سلیمان دوم می‌باشد. در این دوره محمدحسن خان قاجار و علیمردان خان عرب زنگویی (شیبانی) از طرفداران اصلی شاهرخ شاه بوده‌اند. همچنین در کتاب «مکارم الآثار» اثر «میرزا محمدعلی معلم علی‌آبادی» از «سلیم خان قوتولو» (سلیم خان افشار) به عنوان «وکیل مطلق شاهرخ» یاد شده‌است؛ ولی منبع گفتهٔ او به درستی روشن نیست. باید توجه داشت که در دیوان‌سالاری عثمانی اصطلاح «وکیل مطلق» گاهی به جای «وزیر اعظم» یا «صدراعظم» به کار می‌رفته‌است. سلیم خان افشار در آغاز وزیر ابراهیم شاه بود؛ ولی سرانجام به او پشت کرد و به هواداری شاهرخ شاه برخاست. بعدها نیز مدتی کوتاه با لقب اعتمادالدوله، وزیر اعظم شاه اسماعیل سوم شد.
145. ↑  او را نباید با فردی به همین نام که پسرعمهٔ نادر شاه افشار بوده‌است اشتباه نمود، چرا که پسرعمهٔ نادر پیش از پادشاهی شاه سلیمان دوم در نبرد با ابراهیم شاه کشته شده بود. باید توجه داشت که قِرِقلو (قِرِخلو) شاخه‌ای از ایل افشار است و نادر شاه نیز به همین شاخه تعلق داشته‌است.
146. ↑  در فرمانی از شاه اسماعیل سوم به تاریخ شعبان ۱۱۶۴ ه‍.ق از «محمدکریم خان زند» به عنوان وکیل‌الدوله و از «محمدسلیم خان افشار» به عنوان اعتمادالدوله یاد شده‌است. (مدرسی طباطبایی، صص ۲۳۴–۲۳۵) تاریخ گیتی‌گشا از دو تن با نام «سلیم خان» نام برده‌است که هر دو به دست کریم خان زند کور شده‌اند. یکی «سلیم خان افشار قِرِقلو» و دیگری «سلیم خان قُتُلو» می‌باشد. باید توجه داشت که قتلو (قوتولو) نیز یکی دیگر از شاخه‌های ایل افشار است.
147. ↑  با توجه به متن فرمان شاه اسماعیل سوم که از محمدسلیم خان افشار به عنوان اعتمادالدوله (وزیر اعظم) یاد شده‌است، نتیجه گرفته می‌شود که پیش از این تاریخ زکریا خان کزازی از وزارت اعظم برکنار شده‌است. در تاریخ گیتی‌گشا (صفحهٔ ۲۴) آورده شده که سلیم خان به فرمان کریم خان زند کور شد. تاریخ گیتی‌گشا این پیشامد را در ذکر رخدادهای ۱۱۶۵ ه‍.ق آورده‌است؛ ولی نبرد کریم خان و علی‌مردان خان چهارلنگ بختیاری در کهگیلویه را نیز در همین سال (۱۱۶۵ ه‍.ق) یاد کرده‌است. در منابع دیگر تاریخ این نبرد در ۱۱۶۴ ه‍.ق است و محتمل است که نویسندهٔ تاریخ گیتی‌گشا در این باره اشتباه کرده باشد. همچنین در مجمل التواریخ گلستانه (صفحه‌های ۲۱۴ و ۲۱۵) آمده‌است که در نبرد کریم خان زند با محمدحسن خان قاجار، زکریا خان کزازی که وزیر شاه اسماعیل سوم بود، به همراه شاه به محمدحسن خان پناه آورده‌است. پس نتیجه گرفته می‌شود که زکریا خان دوباره به وزارت شاه اسماعیل سوم رسیده بوده‌است. شاه اسماعیل و زکریا خان در لشکرکشی محمدحسن خان به عراق همراه او بودند؛ ولی در لشکرکشی محمدحسن خان به آذربایجان (در ۱۱۷۰ ه‍.ق)، شاه اسماعیل سوم و زکریا خان کزازی بی اطلاع محمدحسن خان، اشرف (بهشهر) را ترک می‌کنند. شاه به اصفهان می‌رود و زکریا خان نیز روانهٔ «قلعهٔ کلّه» می‌شود و در آن جا به دست غلامانش کشته می‌شود (مجمل التواریخ، صفحهٔ ۲۱۵).
148. ↑  از خاندان میرمیران و از سادات اصفهان
149. ↑  در «ذیل میرزا عبدالکریم» بر «تاریخ گیتی‌گشا» از او با القاب «اعتضاد السلطنة البهیة السلطانیة، اعتماد الدولة العلیة العالیة» یاد شده‌است و نشان می‌دهد که او نیز مانند وزیران اعظم روزگار صفوی دارای لقب اعتمادالدوله بوده‌است. (تاریخ گیتی‌گشا، ص ۲۷۷) همچنین در ادامه از او با عنوان «وزیر اعظم» (ص ۳۱۸) و «وزیر دیوان اعلیٰ» (ص ۳۴۲) یاد شده‌است.
150. ↑  محمد مشیری در «دو سند نفیس از زندیه» از وزیری به نام «محمد مطیع» یاد می‌کند که در ۱۱۹۴ ه‍.ق (یعنی پیش از سرنگونی صادق خان زند) به علی‌مراد خان خدمت می‌کرده‌است. آشکار نیست که او پس از شکست صادق خان و فرمانروایی علی‌مراد خان نیز وزیر بوده‌است یا نه.
151. ↑  اگر چه در دورهٔ صیدمراد خان زند (پنجشنبه ۲۵ ربیع‌الثانی ۱۲۰۳ تا ۱۴ شعبان ۱۲۰۳ ه‍.ق) افرادی همچون میرزا محمدحسین وفای فراهانی و حاج ابراهیم کلانتر شیرازی در شیراز حضور داشتند، آشکار نیست که دارای سمتی نیز بوده‌اند یا نه. این دو تن بر ضد صیدمراد خان و به سود لطف‌علی خان فعالیت می‌کردند.
152. ↑  دربارهٔ وزارت حاج ابراهیم شیرازی در دورهٔ زندیان ابهام وجود دارد. میرزا محمدحسین وفای فراهانی نخستین وزیر لطف‌علی خان بوده‌است؛ ولی به صراحت از برکناری او از این مقام یاد نشده‌است. از سوی دیگر حاج ابراهیم شیرازی دو بار به وزارت «خسرو خان زند» برادر خردسال لطف‌علی خان گماشته شده‌است: یکی در صفر ۱۲۰۴ ه‍.ق پیش از لشکرکشی لطف‌علی خان به کرمان جهت سرکوبی «ابوالحسن علی بن قاسم کَهَکی محلاتی»؛ دیگری در ذیحجهٔ ۱۲۰۵ ه‍.ق پیش از لشکرکشی به سوی اصفهان و درگیری با فتح‌علی خان قاجار (فتح‌علی شاه سپسین) گماشتهٔ آقامحمد خان در اصفهان. در این هنگام فرماندهی برج و باروی شیراز به «برخوردار خان زند» و نگاهبانی ارگ و حرمسرا به «محمدعلی خان زند» (ایشیک‌آقاسی) تفویض می‌شود. در این سفر جنگی بود که حاج ابراهیم شیرازی به لطف‌علی خان پشت کرد و به آقامحمد خان پیوست و میان سال‌های ۱۲۰۶ تا ۱۲۰۹ ه‍.ق به عنوان بیگلربیگلی فارس به آقامحمد خان خدمت کرد.
153. ↑  در تاریخ ذوالقرنین جلد ۱ صفحهٔ ۱۴۸ تاریخ آغاز وزارت او ۱۲۰۸ ه‍.ق ذکر شده‌است. در دانشنامهٔ ایرانیکا درآیند «EBRĀHĪM KALĀNTAR ŠĪRĀZĪ»، آغاز وزارت او در نوامبر ۱۷۹۴ م. ذکر شده‌است که برابر با ربیع‌الثانی یا جمادی‌الاول ۱۲۰۹ ه‍.ق می‌باشد.
154. ↑  حسین‌قلی خان قاجار، برادر شورشی فتح‌علی شاه، فردی به نام محمدقاسم بیرانوند را به وزارت خود برگزیده بود.
155. ↑  خاوری شیرازی در تاریخ ذوالقرنین (که منبعی دست اول از دورهٔ فتح‌علی شاه است) در جلد ۱ صفحهٔ ۲۶۹ در ذکر ورود جنرال غاردانخان (ژنرال گاردان) فرستادهٔ ناپلئون به ایران (دسامبر ۱۸۰۷ برابر رمضان/شوال ۱۲۲۲ ه‍.ق) برای نخستین بار میرزا محمدشفیع را با لقب صدراعظم آورده‌است در حالی که تا پیش از آن، منصب او را وزیر اعظم ذکر می‌کرده‌است؛ ولی باید توجه کرد که در صفحهٔ ۳۱۰ همان جلد تغییر لقب میرزا محمدشفیع از وزیر اعظم به صدراعظم را از رویدادهای ۱۲۲۴ ه‍.ق دانسته‌است. او در این‌جا اشاره کرده‌است که این تغییر لقب برگرفته از دیوانسالاری عثمانی‌ها بوده‌است.
156. ↑  حسن فسایی در فارسنامهٔ ناصری که نوشتهٔ دورهٔ ناصرالدین شاه است، در جلد ۱ صفحهٔ ۶۹۲ آورده‌است که: «و عید نوروز سنهٔ پارس‌ئیل در روز غرهٔ ماه محرم سال ۱۲۲۱ اتفاق افتاد و شهریار دیندار به جای جامهٔ زرتار لباس نیلی درپوشید و ایام عاشورا را به تعزیه‌داری خامس آل عبا گذرانید و بعد از این ایام چهار نفر از عقلای ممالک ایران [را] انتخاب نمود و آنها را وزرای اربعه فرمود و برای هر یک کاری مخصوص و رتبه‌ای قرار داد. پس رشتهٔ مهمات مملکت از نصب و عزل حکام و امیران و لشکرکشی و مملکت‌گیری را در کف کفایت جناب میرزا شفیع مازندرانی گذاشت و او را وزیر اول و صدراعظم فرمود.» باید توجه داشت که در منبع دست اول روزگار فتح‌علی شاه؛ یعنی تاریخ ذوالقرنین از لقب «وزیر اول» یادی نشده‌است و حتی در جلد ۱ صفحهٔ ۲۴۳ و شرح وزرای اربعه، میرزا محمدشفیع را همچنان «وزیر اعظم» لقب داده‌است.
157. ↑  ظاهراً در این دوره معتمدالدوله میرزا عبدالوهاب نشاط اصفهانی شریک او در وزارت بوده‌است.
158. ↑  علی میرزا ظل‌السلطان، عموی شورشی محمد شاه، محمدجعفر خان کاشی را به وزارت خود برگزید و در تهران ادعای شاهی کرد. عبدالله خان امین‌الدوله، آخرین صدراعظم فتح‌علی شاه نیز از علی میرزا حمایت کرد و بدین سبب مغضوب محمد شاه شد.
159. ↑  در سال ۱۲۷۶ ه‍.ق با حفظ سمت به عنوان سفیر فوق‌العاده به بریتانیا فرستاده شد و در ربیع‌الاول ۱۲۷۷ (اکتبر ۱۸۶۰) به لندن رسید. در ذیحجهٔ ۱۲۷۷ (ژوئن ۱۸۶۱) بریتانیا را از بندر ساوت‌همپتون ترک گفت. پس از بازگشت به ایران در ۱۲۷۸ ه‍.ق با حفظ سمت به عنوان نایب‌التولیهٔ حرم امام رضا برگزیده شد. وجود دو مأموریت سفارت بریتانیا و نیابت تولیت حرم امام رضا همزمان با عهده‌داری سمت «ریاست شورای دولت» نشانگر آن است که سمت ریاست شورای دولت تشریفاتی بوده‌است و اختیارات صدراعظم‌های گذشته را نداشته‌است.
160. ↑  افضل‌الملک و سپهر در شرح رخدادهای سه‌شنبه ۳ ذیقعدهٔ ۱۳۱۴ ه‍.ق فرمان ریاست علی امین‌الدوله را بر مجلس وزرا آورده‌اند؛ ولی در پایین این فرمان تاریخ شوال ۱۳۱۴ ه‍.ق را ذکر کرده‌اند! (افضل‌الملک، افضل التواریخ، صص ۶۴ و ۶۵؛ سپهر، مرآت الوقایع مظفری، ج ۱، صص ۷۹ و ۸۰)
161. ↑  او در شعبان ۱۳۱۸ ه‍.ق پس از بازگشت مظفرالدین شاه از سفر اروپا به لقب اتابک مفتخر شد.
162. ↑  لقب «امیر اتابیکی» در شب شانزدهم رجب ۱۳۲۳ ه‍.ق به عبدالمجید میرزا عین‌الدوله داده شد. (سپهر، مرآت الوقایع مظفری، ج ۲، ص ۸۱۶)
163. ↑  در ۱۴ جمادی‌الثانی ۱۳۲۲ ه‍.ق همزمان با تولد مظفرالدین شاه، به عین‌الدوله لقب صدراعظم داده شد. (سپهر، مرآت الوقایع مظفری، ج ۲، ص ۷۱۶)
164. ↑  در ۱۴ جمادی‌الثانی ۱۳۲۴ ه‍.ق فرمان مشروطیت امضا شد.

1. ↑  تمام نام‌های بزرگ‌فرمداران و وزیران از مقالهٔ FRAMADĀR در ایرانیکا آورده شده‌است مگر این که منبع آن بلافاصله پس از نام آمده باشد.
2. ↑  بر خلاف ایرانیکا در Decline and Fall of the Sasanian Empire نوشتهٔ پروانه پورشریعتی نام سورن پهلو نیامده و نوشته شده که مهرنرسه مقامش را تا زمان یزدگرد دوم حفظ کرده‌است.
3. ↑  در اصل متن انگلیسی minister
4. ↑  او در دورهٔ خسرو انوشیروان اسپهبد خراسان می‌شود.[۷]
5. ↑  در اصل متن انگلیسی first minister (صفحهٔ ۱۳۲) و prime minister و supreme minister (صفحهٔ ۱۳۴)
6. ↑  در اصل متن انگلیسی minister
7. ↑  اطلاعات منابع گوناگون دربارهٔ نام این بزرگ فَرمَدار (وزیر) آشفتگی فراوان دارد. ایرانیکا با ارجاع به نوشتهٔ سِبِئوس این نام را «Ḵosrow-Ormezd» (خسرو هرمزد) ذکر کرده‌است در حالی که پروانه پورشریعتی در «افول و سقوط شاهنشاهی ساسانی» به نقل از سبئوس این نام را «Khoṙokh Ormizd» (خُرُخ اُرمیزد) که دگرگون‌شدهٔ «فرخ‌هرمزد» می‌باشد آورده‌است. باید توجه داشت فرخ‌هرمزد (فرخ‌هرمز)، بزرگ خاندان اسپهبدان، شخصیتی سرشناس در آن برههٔ زمانی بوده‌است ولی از شخصیتی به نام خسرو هرمزد در میان بزرگان آن روزگار یادی نشده‌است. از دیگر سو منابع فارسی و عربی از پشتیبان و وزیر بوران‌دخت با نام‌های پُس‌فرخ (ابن بلخی)، فُس‌فرخ (طبری) و هرمزدِ استخری (ثعالبی) نام برده‌اند. پروانه پورشریعتی استدلال می‌کند که این شخصیت کسی جز فرخ‌هرمزد نمی‌توانسته باشد که نام او را با پسرش خلط کرده‌اند.
8. ↑  در اصل متن انگلیسی minister
9. ↑  تاریخ جامع ایران به نقل از رشیدالدین فضل‌الله تاریخ آغاز وزارت او را ۶ ذیحجهٔ ۶۹۱ ذکر است ولی حمدالله مستوفی تاریخ آغاز وزارت او را ذیحجهٔ ۶۹۲ آورده‌است.[۲۵]
10. ↑  جمال‌الدین دستجردانی برای شگون لقب صاحب‌دیوانی را به وزارت بدل کرد.[۲۶]
11. ↑  او به فرمان غازان خان به «وزارت تمامی اولوس» (مملکت ایلخانی) رسید.[۲۷] ولی تاریخ گزیده او را نایب غازان خان معرفی کرده‌است.